# Armenia (Quindío)
Armenia es un municipio colombiano, capital del departamento del Quindío y núcleo económico de su área metropolitana. Es una de las principales ciudades del Eje Cafetero Colombiano, la Región Paisa y el Paisaje Cultural Cafetero. Fue fundada por una junta exploradora liderada por Jesús María Ocampo el 14 de octubre de 1889 durante la colonización antioqueña, basando su economía en la agricultura, principalmente cultivos de café y plátano. Gracias a su ubicación estratégica como punto intermedio entre el occidente y el centro de Colombia y a la bonanza cafetera entre las décadas 1920 y 1980, la ciudad tuvo un desarrollo considerable, de donde surgió su apodo de «Ciudad Milagro».
La ciudad está ubicada en el Triángulo de Oro de Colombia, y es uno de los principales centros comerciales y turísticos del occidente colombiano. Ubicada en las coordenadas 4,5170 ° de latitud norte, 75,6830 ° oeste, a 290 kilómetros al oeste de Bogotá.
Según estimaciones del DANE, para 2025, Armenia cuenta con una población de 325 056 habitantes. Junto con los municipios de Calarcá, Circasia, La Tebaida, Montenegro y Salento conforman una área metropolitana no constituida legalmente pero existente de facto de unos 523 481 habitantes.
La economía de Armenia gira en torno al comercio, la agricultura, el turismo y la prestación de Bienes y servicios. Para noviembre de 2024, la ciudad cuenta con una tasa de desempleo de 10,1%, y solo el 5,38% de los habitantes de Armenia tiene sus necesidades básicas insatisfechas, siendo una de las capitales departamentales mejor posicionadas en este apartado.

## Toponimia
Inicialmente se consideró para el nuevo pueblo el nombre de Villa Holguín, por el presidente de la junta, Carlos Holguín. No obstante, esta propuesta se rechazó porque él era de postura política conservadora y quienes integraban en su mayoría la junta eran liberales.
Algunos estudios sugieren que es probable que la ciudad haya sido rebautizada en honor al histórico Reino de Armenia, dado que muchos de los primeros colonos elegían nombres de poblaciones bíblicas para sus asentamientos. Además, ya existía una finca en la zona con este nombre, ubicada en lo que hoy es la carrera 19 con calle 30, lo cual influyó en la decisión final del nombre de la ciudad.
Armenia es denominada como «La Ciudad Milagro de Colombia» gracias a su rápido desarrollo y crecimiento urbano en poco tiempo desde su fundación, este calificativo se dedujo en 1927, cuando Armenia apenas contaba con 38 años de edad, el poeta Guillermo Valencia Castillo al hacer una visita al que creía sería un pequeño pueblo, consideró acerca de Armenia que: «Esto es un milagro de ciudad»;  Por esta razón, las autoridades dedicaron un parque en su memoria, donde se erigió un busto del poeta, padre de Guillermo León Valencia, quien fuera el presidente de la República cuando se creó el departamento del Quindío y firmara el acta de inicio de su vida administrativa el 1 de julio de 1966 en el Parque de Los Fundadores.

## Historia

### Época precolombina
Hace más de 10 000 años existió una civilización llamada «Quimbayas», principalmente ubicada en la zona donde actualmente se encuentra [cita requerida] la ciudad de Armenia. Se resalta su producción orfebre, de la cual se han encontrado diferentes esculturas que han permitido estudiar la forma y las prácticas ancestrales de los quimbaya.
Ellos aprovecharon las tierras fértiles para dedicarse a la agricultura y la minería, especialmente, así como a la caza de animales. Esta civilización terminó después de la llegada de los españoles, pero dejaron un gran legado de historia oral, entre los que se cuentan relatos como el de Cacique Calarcá (cacique pijao) e historias de fenómenos sobrenaturales, entre otros.

### Fundación
A finales del siglo XIX, en 1889, arribaron las olas colonizadoras procedentes, principalmente, del departamento de Antioquia y de los departamentos del Tolima y Cundinamarca.
La versión popularmente aceptada sobre la fundación de Armenia, cuenta que los colonos que vivían en el costado occidental del Río Quindío, en las fincas llamadas Armenia, El Diamante, El Edén, El Brillante y Santa Ana, sintieron la necesidad de mejorar la ruta semanal de mercado en el camino hacia Calarcá, que en ese entonces era el centro mercantil más relevante, e invitaron a los colonos del costado oriental a levantar un puente sobre el Río Quindío, en un paraje llamado Balboa, —ubicado al sur de la actual ciudad— pues cruzar el río lo consideraron cada vez más peligroso. Las reuniones para la planificación del supuesto puente se frustraron más de una vez, y la ausencia de los líderes calarqueños, instó a los colonos de occidente a fundar un pueblo que solucionara sus problemas de aprovisionamiento. Armenia fue fundada el 14 de octubre de 1889 por Jesús María Ocampo, también conocido como «Tigreros», Alejandro Arias Suárez, Jesús María Arias, Hipólito Nieto, Enrique Nieto, José Joaquín Buitrago y otros 27 colonos en total. El 15 de agosto de 1890 estos firmaron el acta de fundación en un rancho de platanilla que se encontraba ubicado dentro de la actual, Carrera 14 con calles 19 y 20.

### Armenia como pequeño caserío de Salento
La recién creada población quedó inscrita como un caserío del municipio de Salento. La población tuvo un crecimiento acelerado y el 20 de enero de 1890, tres meses después de la fundación, la Junta pobladora nombró como primer funcionario a Ramón Grisales, quien fue designado Comisario de Policía (Alguacil). El Alguacil se constituyó en la primera autoridad y empezó a trabajar con la comunidad en el objetivo de elevar el título del caserío a Corregimiento. Para tal fin, el 1 de junio de 1890, la población firmó un memorial al Concejo de Salento, pidiéndole que convirtiera el caserío en corregimiento.
En el memorial, dieron fe de la unión con que trabajan, pero sospechan de que esa unidad, que no necesitaba de autoridades, algún día tuviese que urgir de ellas, sosteniendo que:

«...un pueblo, decimos, que quiere tener por divisa: honradez, moralidad y caridad, tiene que progresar y a su seno no vendrán sino aquellos que quieran vivir en compañía de gentes honradas que den garantía a los asociados. Aunque nosotros vivimos hoy en unión, como vivían esos pueblos patriarcales de que nos habla la Biblia, no siempre será así y debe precaverse para el futuro...»

La petición fue negada en sesión del concejo el 30 de junio de ese mismo año. Los concejales argumentaron, especialmente su presidente Nemesio Peña que: «No conviene de ningún modo erigir en corregimiento la población de Armenia; hoy piden eso y mañana lo que solicitan será Distrito, y entonces habremos criado cuervos que nos sacarán los ojos». Pero los socios del nuevo asentamiento no cesaron y cuando sintieron que las condiciones políticas del Concejo habían cambiado, el 18 de julio de 1890 reiteraron su petición de ser convertidos en corregimiento. Un mes después, fue aprobada esta solicitud y Armenia pudo ser corregimiento. Como primer corregidor fue designado el señor Antonio Hernández.

### Corregimiento de Armenia
En 1897 Armenia pertenecía al Gran Cauca, y los habitantes del corregimiento pidieron a la Asamblea del Cauca elevarlo a la categoría de municipio, lo que se logró por el señor Pablo Herrera ante el gobierno del Cauca. El prefecto de la provincia de Cartago, al cual pertenecía el distrito de Salento, le ordenó al alcalde de esta población, trasladar el archivo de la localidad para Armenia, designando como primer alcalde al señor Manuel Vallejo.
Esta situación dejó al antiguo distrito de Salento como corregimiento de Armenia, lo que exasperó los ánimos y las contiendas locales, iniciándose una lucha política para restablecer su categoría. Esta se logró en el año de 1898, cuando se anuló la ordenanza que creó el distrito de Armenia y se rebajó a corregimiento, elevándose nuevamente a Salento como distrito o municipio. Es decir, don Manuel Vallejo fue alcalde de Armenia hasta septiembre de 1898. Un año después, llegó la Guerra de los Mil Días, a la cual Armenia aportó muchos combatientes, sobre todo al lado de los revolucionarios liberales, entre los que se contaba el propio fundador de la ciudad Jesús María Ocampo.
La Guerra de los Mil Días le dio la oportunidad a Armenia de ser nuevamente cabeza del distrito, tres meses después de haber sido rebajada a corregimiento. El Gobierno Nacional, especialmente las Fuerzas Militares, consideró que era peligroso mantener el archivo y la cabecera de distrito en Salento por ser esta localidad de paso obligado de las fuerzas rebeldes a través del Camino Nacional, y decidió cerrar la vía y trasladar el eje administrativo civil del distrito a Armenia en forma provisional. Es decir, que tres meses después de haber perdido su categoría de distrito, Armenia lo recuperó como una consecuencia de la guerra.
Terminada la guerra no se había resuelto la situación de provisionalidad del distrito, lo que obligó a los colonos a iniciar una nueva campaña ante el Gobierno Nacional, pero especialmente ante el del Cauca, para que la Asamblea, creara oficialmente el nuevo municipio, lo que efectivamente sucedió en 1903. El primer concejo municipal se eligió el 14 de febrero de 1903, siendo escogidos: Juan de Dios Vélez, Francisco Echeverri, Víctor Gómez, Antonio S. Álvarez, José Jesús Duque, y como secretario Luis A. Vanegas.

### Crecimiento y adhesión al Viejo Caldas

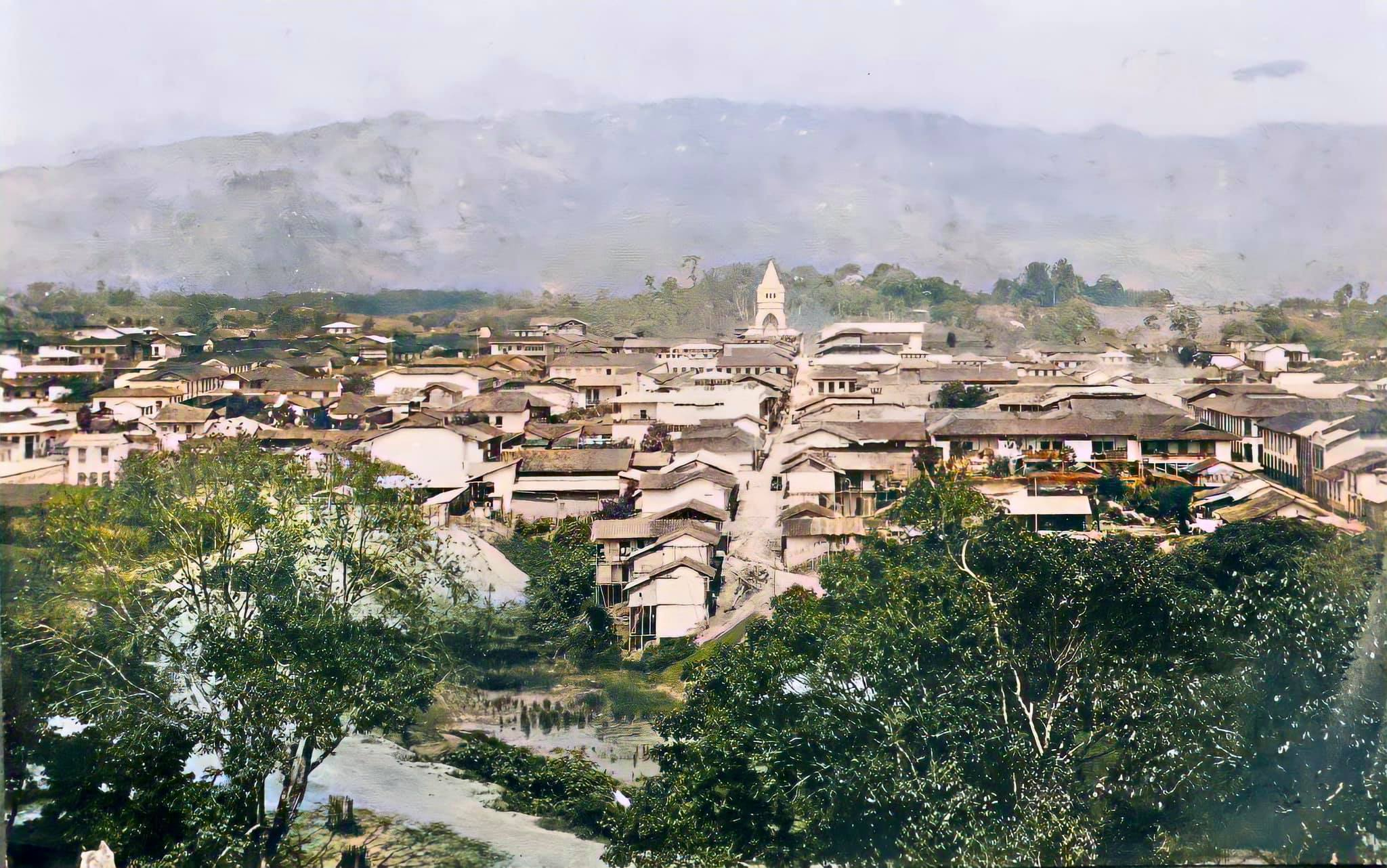
Foto del pueblo de Armenia en 1919 desde el alto El Bosque, colorizada digitalmente.

En 1905, con la división política administrativa que hizo por departamentos el gobierno del general Rafael Reyes, Armenia quedó integrada al Departamento del Cauca, al igual que Filandia, Circasia y Calarcá. Solo Salento pasó a ser parte del nuevo departamento de Caldas. Un año después, un grupo pequeño de ciudadanos, conformado por concejales, el cura párroco y otros, solicitaron –en nombre de todo el pueblo– la adhesión de Armenia al departamento de Caldas, lo que ocurrió efectivamente en 1908, desmembrando al recién creado Departamento de Cartago al cual habían pasado las cuatro poblaciones quindianas que pertenecían al Cauca. Armenia, convertido en municipio, perteneciente al nuevo departamento de Caldas, empezó una ascendente carrera de progreso y desarrollo, relegando definitivamente a Salento y sobre todo a Calarcá, población que le hacía mayor competencia entrado el siglo XX.
El desarrollo de una economía mercantil, la acumulación de capital proveniente de la explotación ganadera y tabacalera, la conversión de la agricultura de pancoger en cultivos permanentes, y el ingreso del café a la zona, fueron hechos definitivos para que Armenia desanudara su sentido parroquial y se convirtiera en una de las principales ciudades colombianas.

### Armenia, capital quindiana

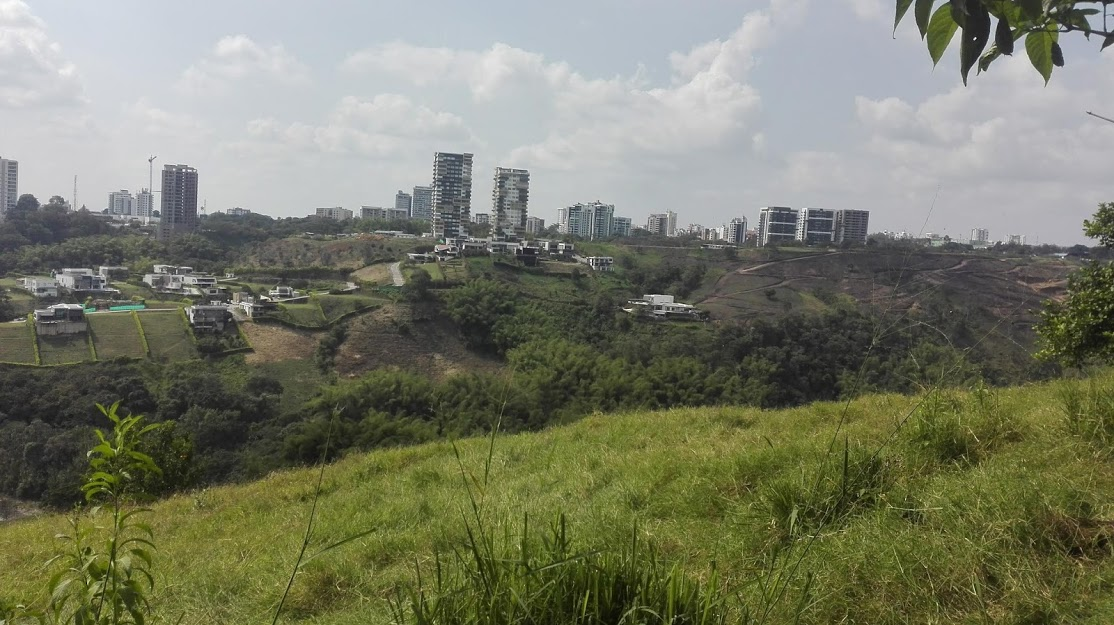
Norte de la ciudad desde el Alto del Río.

El crecimiento de la industria cafetera principalmente y su ubicación estratégica como una punto central entre el centro y el occidente de Colombia, fue uno de los factores que lograron que Armenia tuviera un rápido crecimiento durante la primera mitad del siglo XX. A pesar de la oposición del gobierno de Manizales, la capital caldense, Armenia construyó su propia Estación de Ferrocarriles entre 1927 y 1930. El desarrollo del comercio y la industria de este municipio, dio paso a la creación de la Cámara de Comercio de Armenia y El Quindío en 1934. En 1948, sobre la vía hacia el departamento de Valle del Cauca, aproximadamente 13 km al sur de la Plaza de Bolívar de Armenia, sería inaugurado el Aeropuerto El Edén, y se iniciarían las rutas Armenia-Bogotá, Bogotá-Armenia. 
En 1951, sería construido el Estadio San José y fuera creado el Club Deportes Quindío (parcialmente renombrado como Atlético Quindío) y ese mismo año participaría en la Primera División con el fin de tener un representante de Armenia en ese torneo; en el campeonato de 1956 se coronaría campeón por primera vez de este torneo nacional. 
Armenia en cuanto a religión, igual al resto de Colombia, tenía una fuerte tradición ligada a la Iglesia Cristiana Católica, por tal motivo, la diócesis de Armenia sería fundada en 1952, bajo la jurisdicción de la provincia eclesiástica de la arquidiócesis de Manizales, y ese año sería nombrado el primer obispo de Armenia. 
En 1960 sería fundada la Universidad del Quindío, la primera universidad creada en lo que se conocía como el sur de Caldas. 
En 1962, se establecería en Armenia la Octava Brigada del Ejército Nacional de Colombia, siendo una unidad operativa menor adscrita a la Quinta División del Ejército Nacional.
Todos estos acontecimientos, le darían a Armenia cierta autoridad a nivel regional e incluso nacional. Esta autoridad que se estaba ganando el municipio cafetero, incentivaría la noción e intención de Armenia y de los demás municipios del sur de Caldas de segregarse de este departamento. Las intenciones y luchas de los civiles y de los dirigentes políticos de la región (en especial Ancízar López López) darían frutos en 1966 con la creación del nuevo departamento del Quindío.
Los firmantes de la Ley 2.ª del 19 de enero de 1966, por medio de la cual Armenia fue reconocida como capital del departamento del Quindío, fueron el Presidente del Senado, Emiliano Guzmán Larrea, el presidente de la Cámara de Representantes Amaury Guerrero y el Secretario de esta corporación Luis Esparragoza Galvis. El primer gobernador del departamento del Quindío sería el político liberal Ancízar López, posesionándose el 1 de junio de 1966, en el Parque de Los Fundadores.

### Terremoto de 1999
La ciudad fue devastada el 25 de enero de 1999, a la 1:19 p. m., por un terremoto de magnitud 6,2 en la escala de Richter, que causó graves daños en toda la región. Según lo confirmó en una ocasión la exgobernadora del departamento Amparo Arbeláez Escalante, los perjuicios humanos y materiales fueron, en el balance del Gobierno Nacional calculados por Luis Carlos Villegas, con las siguientes cifras oficiales: 26 municipios afectados, 1 230 muertos, 5 300 heridos, 50 000 edificaciones afectadas y 200 000 personas afectadas.

### Modernización
Tras el terremoto ocurrido en enero de 1999, casi la mitad de viviendas y edificios de Armenia, quedaron en ruinas, lo cual, en un principio, generó una gran sensación de soledad en la ciudad durante los primeros meses posteriores a la tragedia (también en parte, esto se debió a que varios de los habitantes de Armenia, migraron a otras partes del país). Muchas de las casas y edificios que se derrumbaron, eran construcciones antiguas de bahareque, heredadas de la colonización antioqueña. En la actualidad, son pocas las viviendas de arquitectura colonial que se conservan en la capital quindiana. La gran cantidad de lotes baldíos que dejaron los edificios viejos en Armenia, dieron paso a que se construyeran nuevos y más modernos edificios. También, el establecimiento de la norma de sismorresistencia en las construcciones en Colombia, ha permitido que en Armenia, se hayan construido edificios un poco más altos de lo normal, ya que antes del terremoto, en Armenia, por lo general, no se construían edificios de más de 10 pisos (a excepción del edificio de la Gobernación del Quindío).

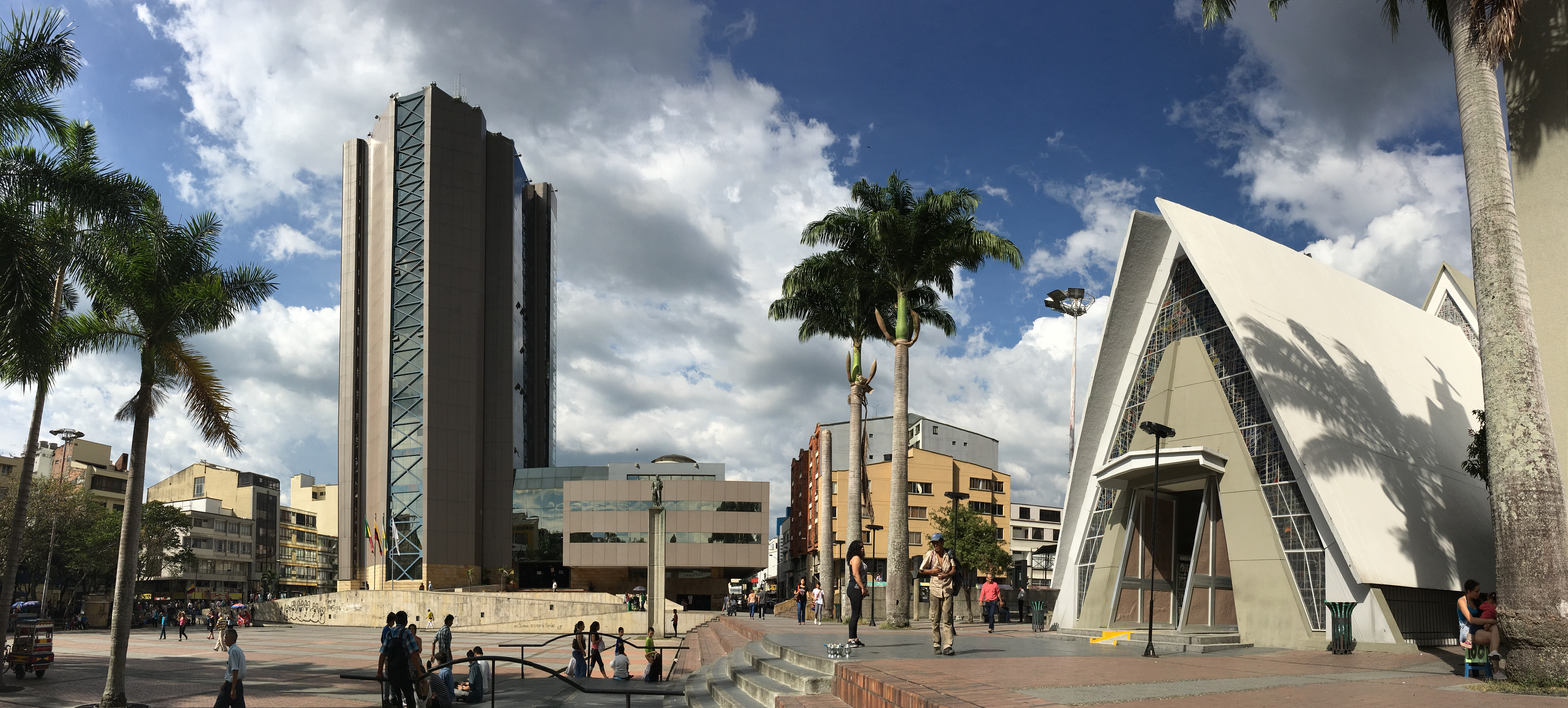
Plaza de Bolívar.

Gracias, no solo a las ayudas del Gobierno y de otras entidades no gubernamentales, sino también de los habitantes de la ciudad, Armenia se pudo recuperar de lo que dejó el terremoto pocos años después de ocurrida la tragedia. La modernización que tuvo la ciudad en los años posteriores ayudó a que Armenia haya sido sede de varios torneos deportivos relevantes como la Copa América de 2001, el campeonato sudamericano sub-20 de 2005, y la Copa Mundial de Fútbol Sub-20 de 2011; esto también permitió que la ciudad se haya convertido en uno de los epicentros del turismo en Colombia, por los nuevos sitios de interés que posee la ciudad como parques y centros comerciales. También por ser considerado uno de los principales puntos de inicio para conocer el Paisaje Cultural Cafetero.

## División Político-Administrativa

### Comunas
Su cabecera municipal está conformada por la totalidad de trescientos treinta y un (331) barrios, los cuales a su vez están agrupados en diez (10) comunas diferentes. 
| N.° | Comuna                       | Código postal |
| --- | ---------------------------- | ------------- |
| 01  | Centenario                   | 630001        |
| 02  | Rufino José Cuervo           | 630001        |
| 03  | Alfonso López                | 630002        |
| 04  | Francisco de Paula Santander | 630002        |
| 05  | El Bosque                    | 630002        |
| 06  | San José                     | 630003        |
| 07  | Cafetero                     | 630004        |
| 08  | Libertadores                 | 630003        |
| 09  | Fundadores                   | 630003        |
| 10  | Quimbaya                     | 630004        |

Mapa comunal de Armenia

Cada una de las comunas cuenta con instalaciones de la alcaldía municipal como casetas comunales para eventos y/o reuniones, polideportivos y centros de desarrollo comunitario (CDC), que funcionan como puntos de la campaña Vive Digital que busca dar acceso y educación sobre las Tecnologías de la Información y las Comunicaciones (TIC) a las comunidades vulnerables de Colombia.

### Corregimiento El Caimo
Armenia cuenta con un único corregimiento al suroriente del municipio:
| Corregimiento | Centros Poblados                                               | Veredas |
| El Caimo      | - El Caimo - Murillo - Nuevo Horizonte - Sapera - Santa Helena | Aguacatal, Cristales, El Edén, El Mesón, El Rhin, Golconda, La India, La Patria, La Revancha, Marmato, Mesopotamia, Pantanillo, Puerto Espejo, San Pedro, Santa Ana y Zulaibar. |

### Área metropolitana
El área metropolitana de Armenia es una conurbación colombiana no oficialmente constituida, pero existente de facto; reúne los municipios geográficamente más cercanos a la ciudad de Armenia, estos son: Calarcá, Circasia, La Tebaida, Montenegro y Salento, todos pertenecientes al departamento de Quindío. Su núcleo político y económico es su capital, Armenia.
| Armenia    | 250      | 316.926 |  |  |  |
| Calarcá    | 219,23   | 77.878  |  |  |  |
| Circasia   | 91       | 30.220  |  |  |  |
| La Tebaida | 89       | 36.192  |  |  |  |
| Montenegro | 148,92   | 39.007  |  |  |  |
| Salento    | 377,67   | 9.909   |  |  |  |
| Total      | 1.175,82 | 510.132 |  |  |  |
|            |          |         |  |  |  |

## Geografía
La ciudad de Armenia se localiza a 290 kilómetros al suroeste de Bogotá a una altitud de 1.483 m s. n. m., con las siguientes coordenadas geográficas: 4,3270° Latitud Norte y 75,4120° Longitud Oeste.
Cuenta con una extensión de 121 km². Limita al norte con los municipios de Circasia y Salento, al oeste con el municipio de Montenegro, al este con el municipio de Calarcá y al sur con el municipio de La Tebaida.
Armenia se sitúa cerca de la Cordillera Central, en el piedemonte de su costado occidental, a unos 35 km del Alto de La Línea. La geografía del municipio es ondulada, con zonas relativamente planas y zonas donde predominan inclinaciones o faldas sin ser demasiadas pronunciadas. En las veredas del sur del territorio municipal, como El Edén, Murillo o Pantanillo, las tierras son menos onduladas y son las más bajas, donde la altitud sobre el nivel del mar ronda los 1200 metros. El suroccidente de Armenia, en las comunas 3 y 4, es la zona de menor altitud del casco urbano, donde se puede descender hasta los 1300 metros de altura. En la mayor parte de la ciudad (sur, centro, occidente y partes del norte), la altura se encuentra entre los 1400 y los 1500 metros sobre el nivel del mar. La zona más alta de Armenia es la más septentrional, donde la altura se eleva hasta casi los 1700 metros, en cercanías al municipio de Circasia. 
Los ríos Quindío, y Espejo son los que bañan a Armenia, sirviendo como límites con los municipios de Calarcá y Montenegro, respectivamente. 

### Límites municipales
Armenia limita con cinco municipios del Quindío: Montenegro, Circasia, Salento, La Tebaida y Calarcá. Éstos también conforman su área metropolitana de facto al estar cerca de la capital y formar parte de su gran zona de influencia:
| Noroeste: Montenegro | Norte: Circasia | Nordeste: Salento |
| Oeste: Montenegro    |                 | Este: Calarcá     |
| Suroeste: La Tebaida | Sur: Calarcá    | Sureste: Calarcá  |

## Clima

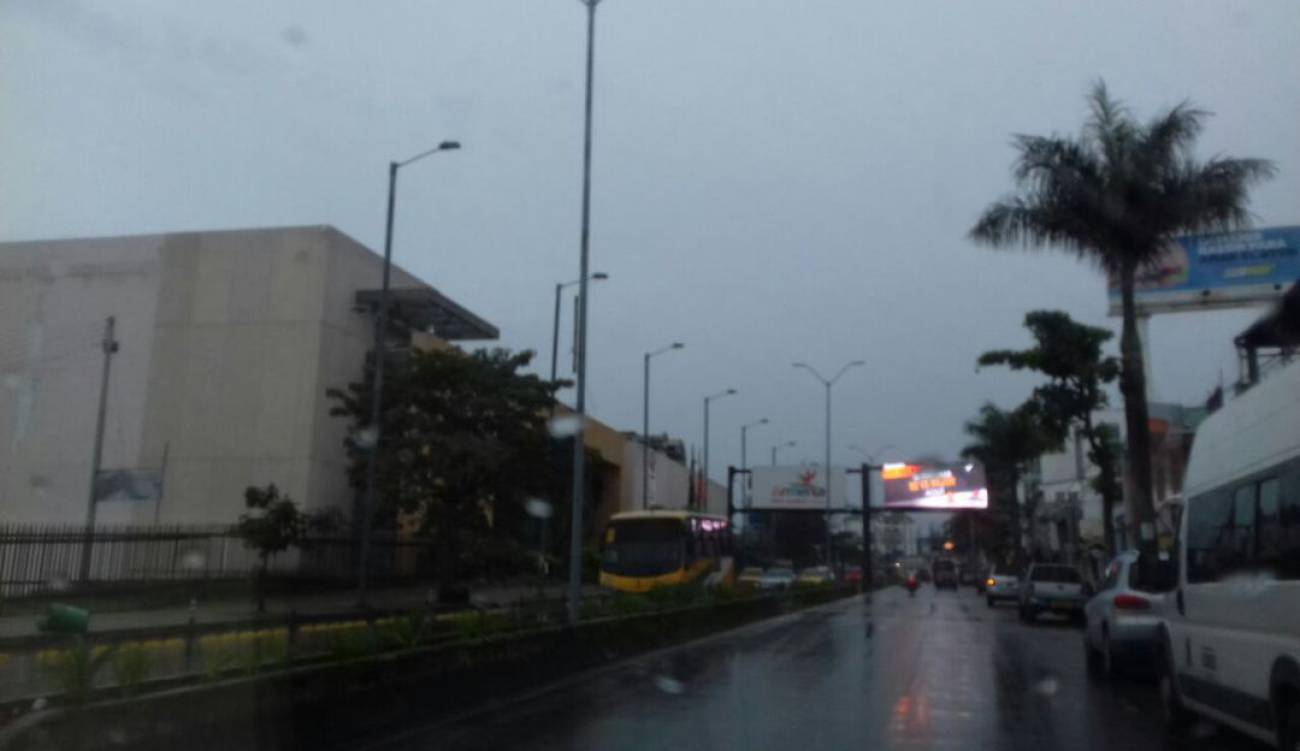
Un día nublado y frío en Armenia sobre la Avenida Bolívar a su paso por el Centro Comercial Unicentro.

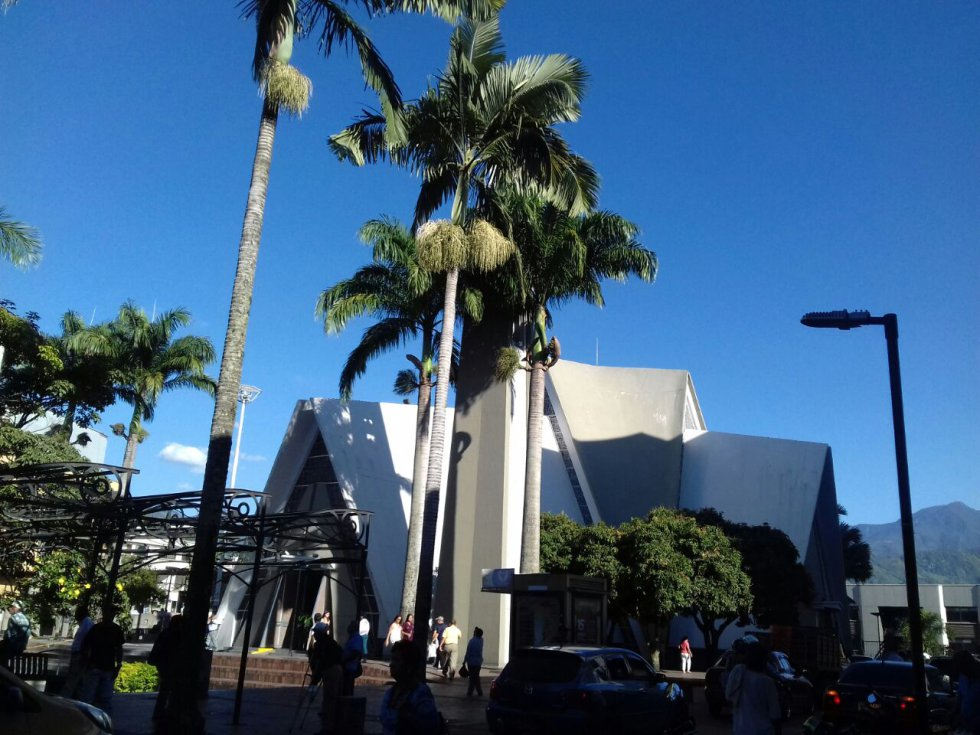
Vista de la Catedral La Inmaculada Concepción durante un día soleado.

Armenia posee un clima variado gracias a que está a una altitud media de 1483 m s. n. m., lo que implica que no hayan ni muy altas ni muy bajas temperaturas. Dado a su ubicación, la ciudad recibe vientos cálidos provenientes del valle del río Cauca y vientos fríos provenientes del Paramillo del Quindío y la cordillera central. 
La temperatura promedio anual es de 22 °C. Las temperaturas mínimas promedio en temporada seca o verano, se ubican entre 15 °C y 17 °C. En temporada de lluvias o invierno las mínimas se ubican entre 14 °C y 16 °C; en raras ocasiones la temperatura puede bajar hasta los 11 °C. 
Por otra parte, las temperaturas máximas promedio en temporada de verano rondan entre los 26 °C y 28 °C, mientras que en temporada invernal, en promedio, se alcanzan máximas entre 18 °C y 24 °C. Durante el verano y en días de cielo completamente despejado, la temperatura puede llegar a aumentar hasta los 31 °C, sin embargo, en Armenia, los días completamente soleados son poco comunes; en temporada seca, predomina el cielo parcialmente nublado. La humedad del aire en las madrugadas siempre es alta, entre el 70 % y el 90 %, durante todo el año. Al combinar esa humedad con vientos de la cordillera central se provoca que durante las madrugadas se mantenga casi siempre una sensación térmica fría. Sin embargo durante el resto del día, la humedad puede variar mucho según las condiciones. 
Gracias a la altitud de la ciudad, en los días calurosos, Armenia posee una humedad menor, evitando así una sensación de bochorno considerable característico del calor húmedo de las costas, valles o selvas del resto de Colombia. Durante el verano, la humedad puede ser moderada o baja, descendiendo hasta el 40 % o 30 %.
La temperatura más alta registrada en Armenia fue de 35 °C en septiembre de 1970, y la temperatura más baja registrada fue de 8 °C en febrero de 2007. Armenia tradicionalmente, al igual que el resto de Colombia, posee dos temporadas secas y calurosas, y dos temporadas lluviosas y frías durante el año. La primera temporada seca va de enero a marzo y la segunda va de julio a septiembre. Por otra parte la primera temporada lluviosa va de abril a junio, y la segunda va de octubre a diciembre. Estas temporadas también se pueden ver afectadas por el fenómeno de "El Niño" o fenómeno de "La Niña", haciendo que alguna temporada sea más calurosa o más fría de lo normal dependiendo de qué fenómeno esté ocurriendo. Su precipitación media anual de 2164 mm, hace de Armenia una de las ciudades más lluviosas de Colombia. 
La siguiente tabla muestra los datos climáticos promedio desde el Aeropuerto Internacional El Edén, a una altitud de 1215 m.s.n.m, entre unos 200 y 300 metros más bajo que en el casco urbano. Por lo tanto, las cifras expresadas a continuación son ligeramente más altas que las que se registran dentro de la zona urbana.   
| Parámetros climáticos promedio de Armenia, Quindío (Aeropuerto Internacional El Edén), normales 1981-2010 | Parámetros climáticos promedio de Armenia, Quindío (Aeropuerto Internacional El Edén), normales 1981-2010 | Parámetros climáticos promedio de Armenia, Quindío (Aeropuerto Internacional El Edén), normales 1981-2010 | Parámetros climáticos promedio de Armenia, Quindío (Aeropuerto Internacional El Edén), normales 1981-2010 | Parámetros climáticos promedio de Armenia, Quindío (Aeropuerto Internacional El Edén), normales 1981-2010 | Parámetros climáticos promedio de Armenia, Quindío (Aeropuerto Internacional El Edén), normales 1981-2010 | Parámetros climáticos promedio de Armenia, Quindío (Aeropuerto Internacional El Edén), normales 1981-2010 | Parámetros climáticos promedio de Armenia, Quindío (Aeropuerto Internacional El Edén), normales 1981-2010 | Parámetros climáticos promedio de Armenia, Quindío (Aeropuerto Internacional El Edén), normales 1981-2010 | Parámetros climáticos promedio de Armenia, Quindío (Aeropuerto Internacional El Edén), normales 1981-2010 | Parámetros climáticos promedio de Armenia, Quindío (Aeropuerto Internacional El Edén), normales 1981-2010 | Parámetros climáticos promedio de Armenia, Quindío (Aeropuerto Internacional El Edén), normales 1981-2010 | Parámetros climáticos promedio de Armenia, Quindío (Aeropuerto Internacional El Edén), normales 1981-2010 | Parámetros climáticos promedio de Armenia, Quindío (Aeropuerto Internacional El Edén), normales 1981-2010 |
| Mes | Ene. | Feb. | Mar. | Abr. | May. | Jun. | Jul. | Ago. | Sep. | Oct. | Nov. | Dic. | Anual |
| --- | --- | --- | --- | --- | --- | --- | --- | --- | --- | --- | --- | --- | --- |
| Temp. máx. abs. (°C)                                                                                      | 32.0 | 31.0 | 31.0 | 33.0 | 32.0 | 32.0 | 34.0 | 31.0 | 35 | 32.0 | 29.0 | 29.0 | 35.0 |
| Temp. máx. media (°C)                                                                                     | 27.8 | 28.0 | 27.9 | 27.5 | 27.3 | 27.4 | 27.9 | 28.3 | 27.7 | 27.1 | 26.9 | 27.2 | 27.6 |
| Temp. media (°C)                                                                                          | 22.2 | 22.4 | 22.2 | 22.0 | 22.0 | 22.2 | 22.4 | 22.6 | 22.0 | 21.5 | 21.5 | 21.9 | 22.1 |
| Temp. mín. media (°C)                                                                                     | 16.6 | 16.7 | 16.8 | 17.1 | 17.3 | 16.9 | 16.6 | 16.5 | 16.5 | 16.6 | 16.7 | 16.8 | 16.7 |
| Temp. mín. abs. (°C)                                                                                      | 10.0 | 8.0 | 10.0 | 12.5 | 10.0 | 10.0 | 11.2 | 10.0 | 10.0 | 9.0 | 11.0 | 10.0 | 8 |
| Precipitación total (mm)                                                                                  | 136.1 | 144.2 | 194.1 | 262.6 | 219.6 | 153.1 | 105.2 | 95.6 | 182.9 | 249.7 | 264.1 | 175.2 | 2164.7 |
| Días de lluvias (≥ 1 mm)                                                                                  | 13 | 13 | 16 | 20 | 20 | 15 | 13 | 12 | 17 | 21 | 20 | 16 | 196 |
| Horas de sol                                                                                              | 164.6 | 140.0 | 148.9 | 131.0 | 118.6 | 132.5 | 178.2 | 182.3 | 157.3 | 145.8 | 138.1 | 147.6 | 1784.9 |
| Humedad relativa (%)                                                                                      | 80 | 79 | 80 | 82 | 83 | 82 | 79 | 77 | 80 | 82 | 82 | 81 | 80 |
| Fuente: Instituto de Hidrología, Meteorología y Estudios Ambientales                                      | | | | | | | | | | | | | |

## Seguridad
En materia de seguridad, la ciudad de Armenia cuenta con distintas unidades operativas de la Fuerza Pública de Colombia, adscrita al Ministerio de Defensa de Colombia, en este caso de la Policía Nacional de Colombia y el Ejército Nacional de Colombia.

### Ejército Nacional

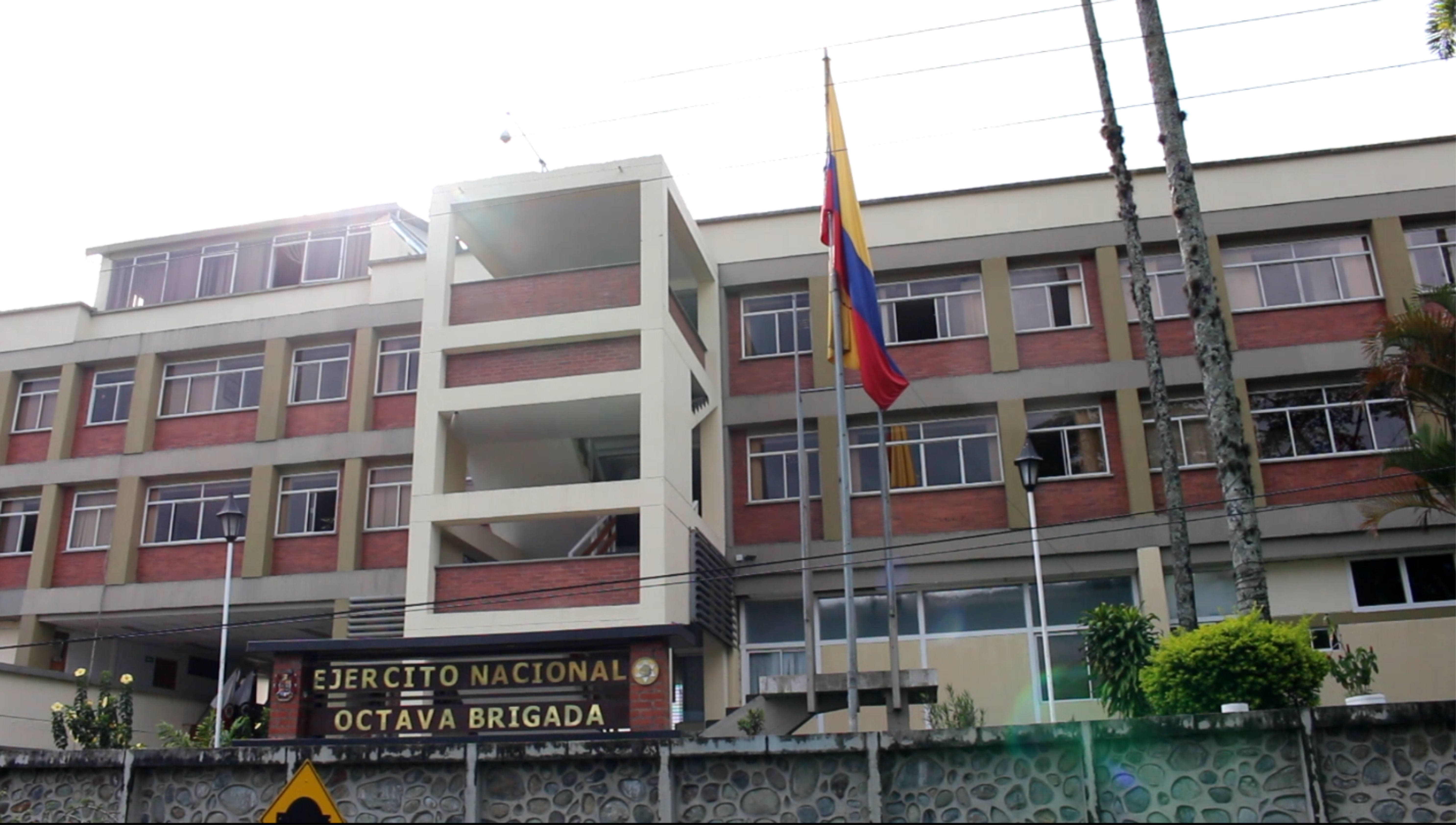
Fachada de la Octava Brigada del Ejército Nacional de Colombia, ubicada en la comuna Quimbaya de Armenia.

En Armenia se fundaría una unidad operativa menor del Ejército Nacional de Colombia, la Octava Brigada, bajo la jurisdicción de la Quinta División del Ejército Nacional. Ésta a su vez cuenta bajo su jurisdicción con seis unidades tácticas y una de GAULA (Grupos de Acción Unificada por la Libertad Personal), de las cuales tres se encuentran en territorio quindiano: 
- Batallón de Ingenieros n.º 8 Francisco Javier Cisneros, en Pueblo Tapao, Montenegro, Quindío.
- Batallón de Alta Montaña n.º 5 GR. Urbano Castellanos Castillo, en Génova, Quindío.
- Batallón de A.S.P.C n.º 8 Cacique Calarcá, en Armenia, Quindío.[14]

El 19 de octubre de 1985, el grupo guerrillero M-19 llevó a cabo la toma del Batallón Cisneros, el cual se ubicaba originalmente en la comuna San José, cerca al centro de la ciudad de Armenia. La toma guerrillera fuera frustrada gracias a la acción de un pelotón de contraguerrilla que se encontraba allí alojada. Luego del terremoto de 1999, se decidió mover el batallón fuera del municipio por el evidente deterioro de la infraestructura del recinto. Las instalaciones del batallón fueron movidas entonces al corregimiento de Pueblo Tapao, municipio de Montenegro, Quindío, donde sigue operando hasta el día de hoy.

### Policía Nacional

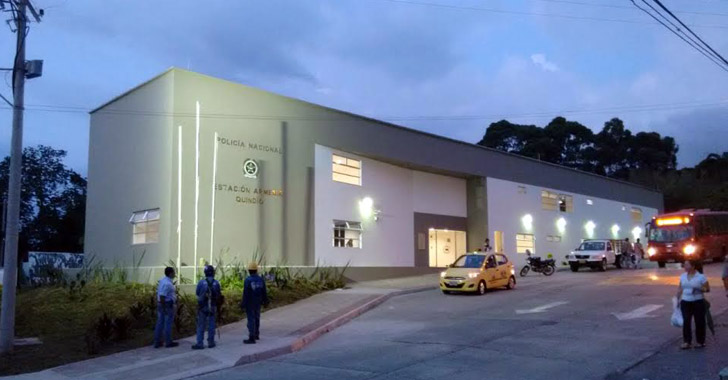
Estación de Policía Armenia, ubicada en el barrio La Isabela en la comuna Centenario.

El Quindío cuenta con el Departamento de Policía Quindío (DEQUI) el cual controla todas las unidades operativas del departamento, incluida Armenia, debido a que la ciudad no cuenta con una unidad operativa metropolitana. En cuanto a la estructura orgánica interna del departamento policial, se encuentra el Comando del Departamento de Policía Quindío (COMAN), sobre la Avenida Centenario, el cual cumple la función de sede administrativa. En el mismo complejo arquitectónico, se encuentra el Comando Operativo de Seguridad Ciudadana, que rige las unidades operativas en el departamento dentro de los tres Distritos de Policía existentes, el Distrito Uno de Policía de Armenia, el Distrito Dos de Policía de Calarcá y el Distrito Tres de Policía de Quimbaya.
Dentro de la jurisdicción del Distrito Uno de Policía de Armenia se encuentran siete Estaciones de Policía, doce Comandos de Atención Inmediata (CAI), y cinco Subestaciones de Policía, todos organizados de la siguiente forma:
| Estaciones de Policía       | Comandos de Atención Inmediata | Subestaciones de Policía |
| --------------------------- | --- | --- |
| Estación Armenia            | - CAI El Pórtico - CAI Granada - CAI El Bosque - CAI San José - CAI La Unión - CAI San Diego - CAI Mercar - CAI Santander - CAI Los Naranjos - CAI Tres Esquinas - CAI Constitución - CAI Los Fundadores | - Subestación de Policía El Caimo - Subestación de Policía Pantanillo - Subestación de Policía Murillo - Subestación de Policía San Pedro |
| Estación Puerto Espejo      | N/A | N/A |
| Estación Aeropuerto El Edén | N/A | N/A |
| Estación Terminal           | N/A | N/A |
| Estación La Tebaida         | N/A | N/A |
| Estación Salento            | N/A | N/A |
| Estación Circasia           | N/A | - Subestación de Policía Hojas Anchas |

## Economía
Las actividades comerciales de Armenia tienen sustento principalmente en el comercio, la agricultura, el turismo, la prestación de bienes y servicios, las comunicaciones y, en menor proporción, la industria y la construcción. La capital quindiana opera como centro de acopio de toda la producción agrícola que se da en los campos aledaños. Se destacan alimentos como el café, plátano, frutas y el maíz. Cabe señalar que la comercialización e industrialización del café representa uno de los renglones fundamentales en el desarrollo económico; de igual manera la hotelería, y el sector del transporte, que sirve de enlace entre algunas de las grandes ciudades gracias a la localización geográfica de Armenia. 

### Turismo
Si bien el centro histórico de la ciudad fue gravemente afectado por el terremoto de 1999, representando una considerable pérdida del patrimonio histórico y arquitectónico de Armenia, la Ciudad Milagro no está exenta de contar con diferentes y variados lugares de gran interés turístico para visitantes locales y extranjeros. Parte del encanto de esta ciudad es su armonización con el verde característico del Paisaje Cultural Cafetero, declarado patrimonio de la humanidad por la Unesco, del que el municipio hace parte. Además de este atractivo natural, la ciudad también cuenta con lugares y edificios llamativos que atraen personas a diario:

#### Centro Comercial de Cielos Abiertos

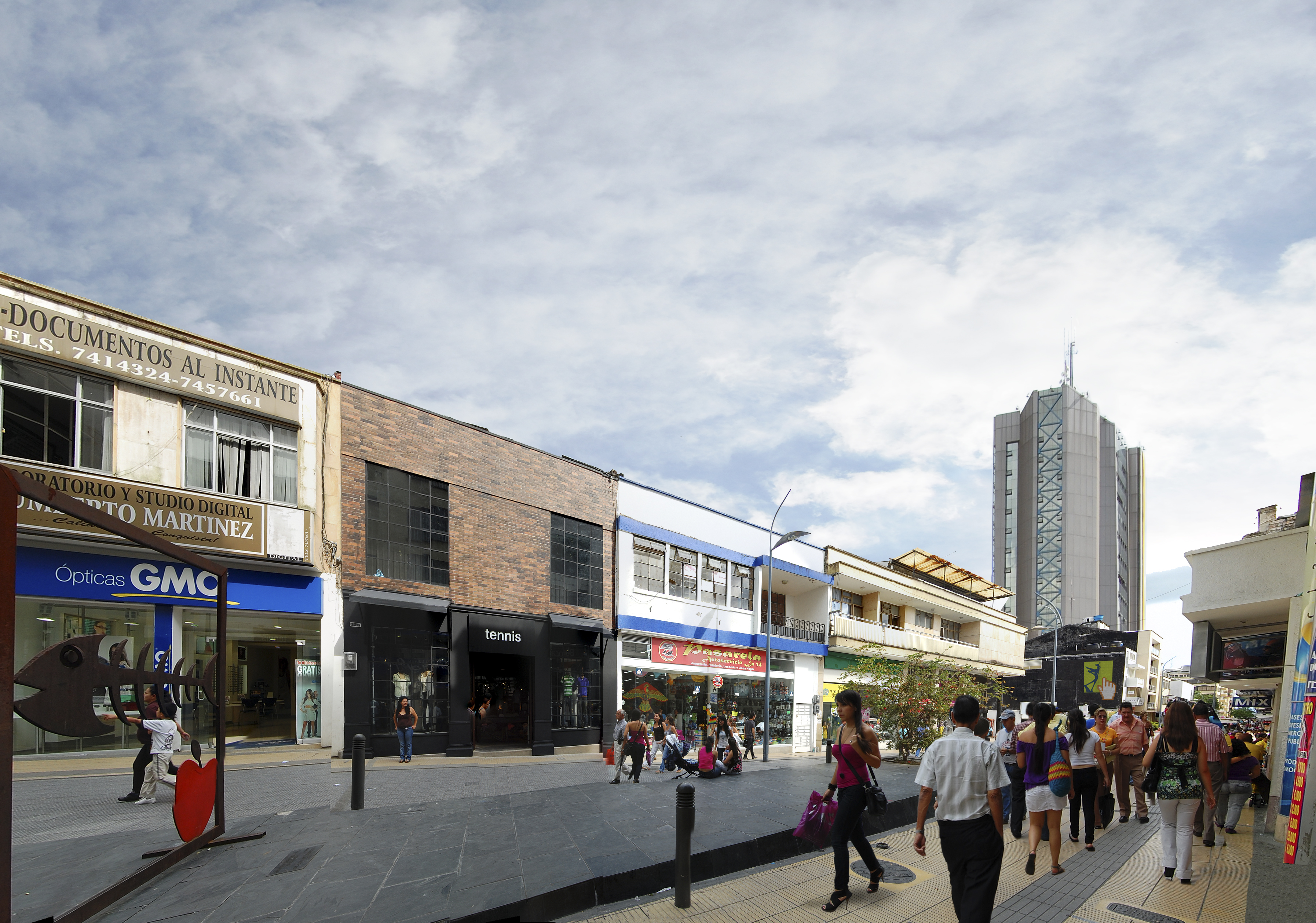
Centro Comercial Cielos Abiertos, centro de la Ciudad.

Se trata de la Calle Real de la ciudad, la cual es peatonal. Conecta los dos principales parques del centro de la ciudad, el Parque Sucre y la Plaza de Bolívar. Se logró con el plan de urbanismo de la peatonalización de la carrera 14 desde la calle 12 en el Parque Sucre, hasta la calle 21 en la Plaza Bolívar. Conocida coloquialmente como "la 14", cuenta con distintos establecimientos comerciales tanto de cadena como independientes, además de una muestra artística de esculturas de distintos artistas quindianos de renombre. En el lugar es posible encontrar diversas puestas en escena de variados artistas callejeros de la propia ciudad como de otras partes del país.

#### Museo del Oro Quimbaya

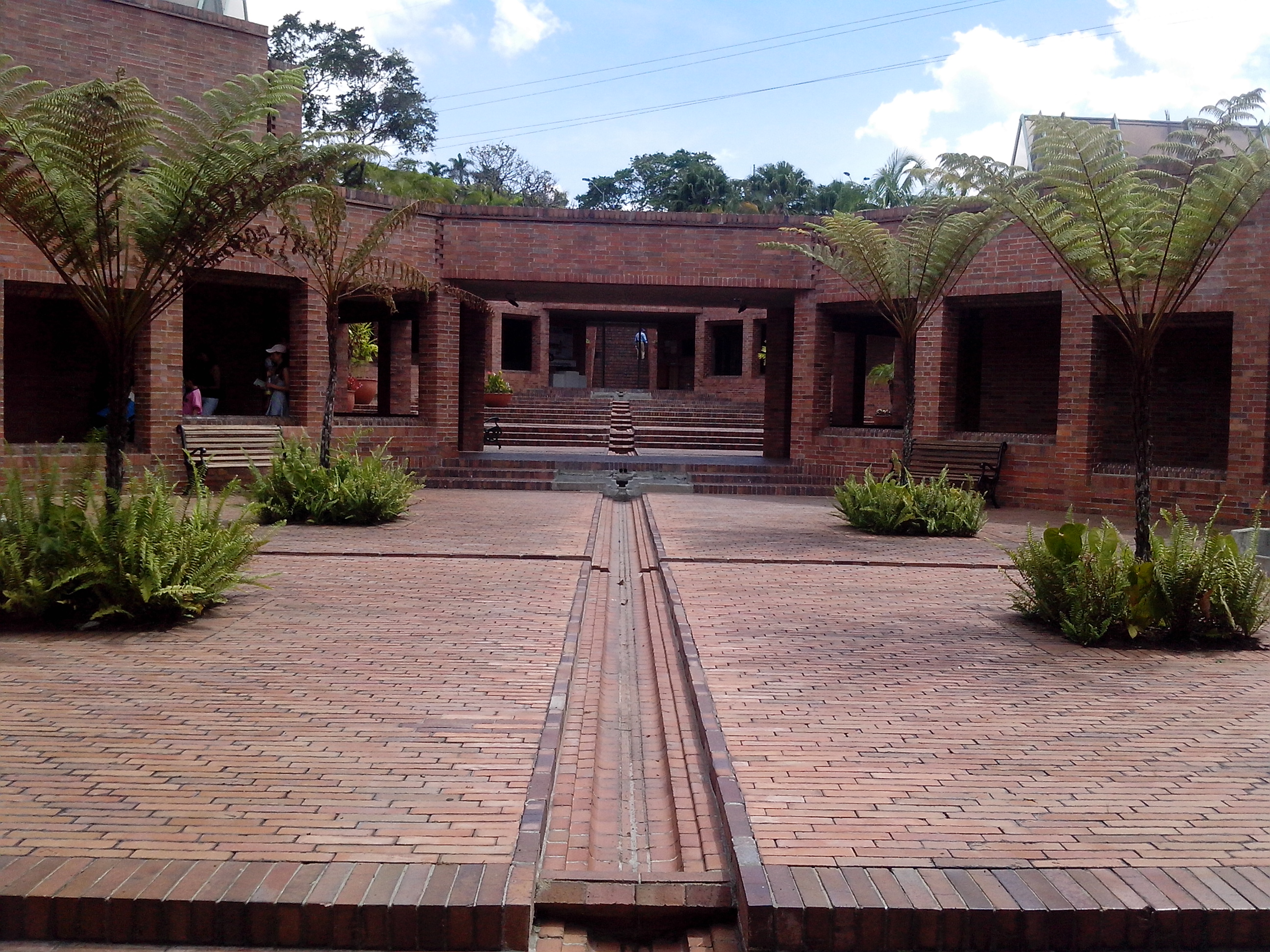
Museo del Oro Quimbaya, norte de la ciudad

Es una de las sedes del Museo del Oro del Banco de la República, en este caso con temática de la cultura precolombina Quimbaya. El museo se encuentra ubicado en el norte de la ciudad, ofrece a los visitantes un montaje de su colección arqueológica correspondiente a la zona prehispánica del Cauca Medio. El edificio del museo, diseñado por el reconocido arquitecto colombiano Rogelio Salmona, cuenta con el Premio Nacional de Arquitectura de la Bienal 1986-87 y fue declarado como Bien de Interés Cultural de la Nación.

#### Mirador de la Secreta
Un mirador natural con plataforma ubicado en el oriente de la ciudad con vista a la Cordillera Central. Forma parte del Parque Ecológico de la Secreta, constituido por la falla geológica Armenia, va desde la carrera 18, hasta el río Quindío, atravesando la ciudad desde el sur hasta el centro. Es una reserva de fauna y flora donde funciona el coso municipal y el Centro de Zoonosis.

#### Puente Colgante Don Nicolás
Se trata del primer puente construido para atravesar el río Quindío entre Armenia y la zona rural de Calarcá para permitir el paso de mercancías y personas de un lado de la rivera al otro. Formó parte de la antigua ruta de la carrera 14 de Armenia en sentido norte-sur, en el barrio Uribe. Fue construido inicialmente por los vecinos Don Vespasiano Jaramillo y Don Luis Hoyos, quienes hicieron un puente con cables de acero y tablas de árboles nativos. En algún momento de su historia fue reemplazado por uno más grande que diseñara el ingeniero alemán Guillermo Lehder, por mandato del gobierno de Caldas. Este es el mismo puente que, refaccionado y ajustado, comunica hoy a Armenia con Calarcá como ruta terciaria y conserva el nombre de Don Nicolás.

#### Barranquismo
Es una técnica escultórica local sobre tierra que se asoma a un espacio desde un barranco mirador, creada por un obrero del municipio, Efrén Fernández Varón, con grandes cualidades y enorme vocación escultórica. En un barranco el artista con un palín y regatón va elaborando figuras, casi todas características de las culturas precolombinas, que luego cubre con cemento y arena pasados por agua. Lo que fuera en la antigüedad una forma de expresión indígena es hoy un importante hito del arte urbano en Armenia. 
Hoy se pueden apreciar tres grandes obras de esta naturaleza en Armenia, pues siete más que había en diferentes sitios de la ciudad han desaparecido por distintos motivos. La primera está en la entrada a la ciudad por el oriente, sobre la Avenida Centenario, llamada Diálogos de pensamiento. Son figuras de hombres y mujeres precolombinos dándole la bienvenida y la despedida a la gente. La segunda es la Alegoría al agua, ubicada en la Avenida Bolívar, en el barranco de la estación eléctrica Regivit. Hay plasmadas allí montañas por donde baja el agua, una figura humana que simboliza al dios Montaña, un indio que recoge el agua en una hoja de plátano, un campesino que hace lo mismo pero en una guadua y el tronco y el hacha, símbolos de la ciudad, rodeados por el moderno acueducto. Y la tercera escultura está en la Avenida Ancízar López López, se trata de una alegoría a Armenia, donde también aparecen figuras precolombinas, máscaras, penachos de águila, poporos, caimanes, una silueta de la iglesia catedral de la ciudad y lo que el autor llama un grito cósmico, dado por un hombre en defensa de la tierra.

#### Estación del Ferrocarril

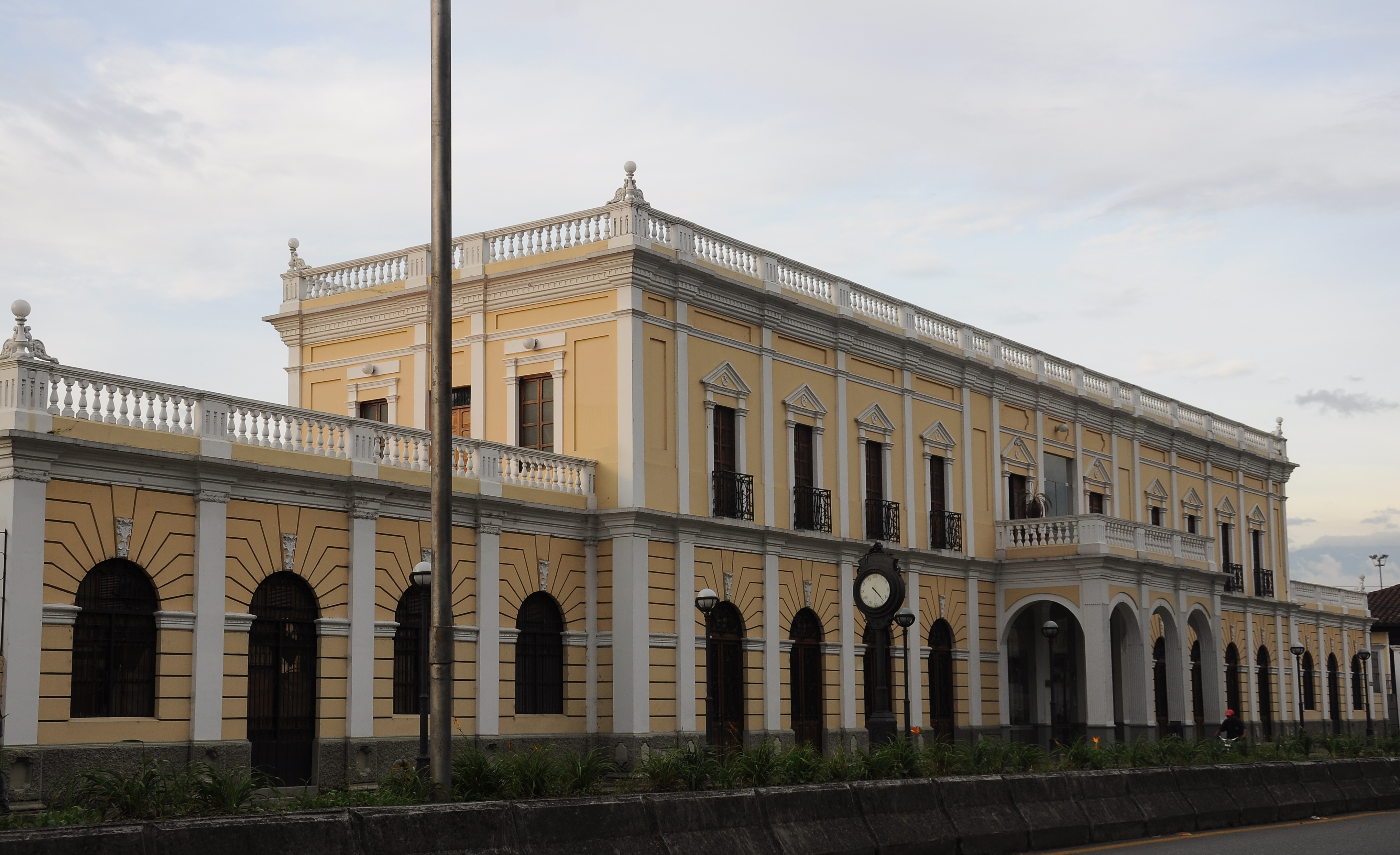
Estación del Ferrocarril sobre la Avenida 14 de Octubre.

También llamada Centro Cultural Metropolitano La Estación, se trata de la antigua estación del ferrocarril de los Ferrocarriles Nacionales de Colombia (FNC) que daba servicio a la ciudad de Armenia y la conectaba principalmente con el pacífico colombiano. Fue construida entre los años 1927 y 1930 para albergar la administración, archivos, estadísticas, despachos y bodegas de los FNC, el Ferrocarril del Pacífico, y los ramales de Armenia-Cali-Buenaventura y de Armenia-Nacederos. 
Al día de hoy luego de la disolución de las empresas ferroviarias del país, se conserva en un 90% su construcción original. El edificio tiene un estilo neoclásico, comúnmente llamado "republicano". La terraza está adornada en sus esquinas con caracoles de concreto y yeso. El edificio fue declarado por el Consejo Nacional de Monumentos como Monumento Nacional de Colombia en el año de 1989. Hoy en día presta servicio como biblioteca pública municipal y sede del Museo de Arte del Quindío (MAQUI).

## Infraestructura

### Transporte público

#### Sistema Estratégico de Transporte Público
La ciudad de Armenia fue cobijada por el programa estatal del Sistema Estratégico de Transporte Público (SETP), que ejecuta la alcaldía municipal a través de Amable, una empresa industrial y comercial del estado creada para desarrollar el SETP en la capital del departamento del Quindío.

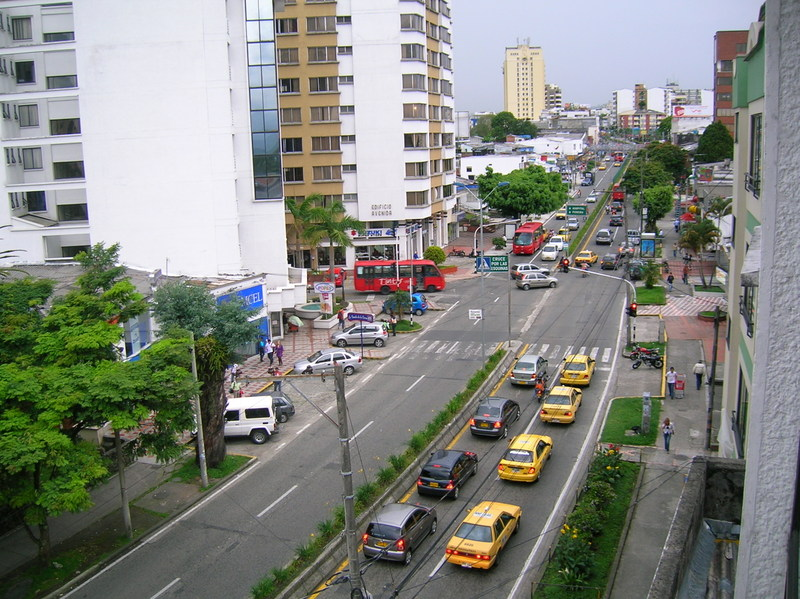
Avenida Bolívar, una de las principales avenidas de la ciudad.

El Sistema Estratégico de Transporte Público proviene de la estrategia nacional de Ciudades Amables del Plan Nacional de Desarrollo que tiene como propósito mejorar la prestación del servicio de transporte público en ciudades intermedias de menos de 400 mil habitantes. Este plan fue establecido en el documento Conpes 3167 del 23 de mayo de 2002 y responde a la necesidad de establecer un sistema que estructure y permita un mejor ordenamiento de la ciudad.

#### Sistema Integrado Operador de Armenia

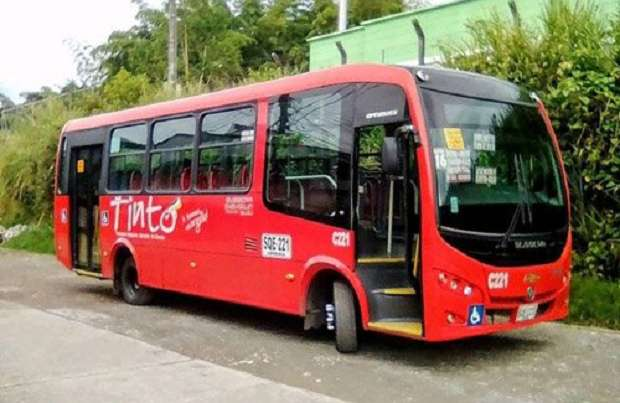
Buses eléctricos que se han venido implementando en la ciudad por medio del sistema TINTO.

Para la puesta en funcionamiento del plan programa SETP, fue necesaria la asociación de las tres principales empresas de buses de transporte público de la ciudad (Buses Armenia, Transporte Urbano Ciudad Milagro y Cooburquín) con el fin de homogeneizar y mejorar el servicio. Esto resultó en la constitución de la nueva empresa operadora del transporte público en la ciudad, denominada Transporte Integrado Operador de Armenia (TINTO), que lleva como logo un taza de café, un tinto, representando el ícono de la ciudad y del departamento. Los buses que prestan servicio en este sistema de transporte público dentro de los límites municipales son distintivos por el característico color rojo de su exterior. Sin embargo, aquellos buses que cubren rutas más allá del municipio de Armenia, como Calarcá y La Tebaida, no están consideradas dentro del SETP y por ende no están afiliadas al TINTO, lo que hace que conserven los colores distintivos de sus respectivas empresas madres.
Paraderos con espacio público (P.E.P.)

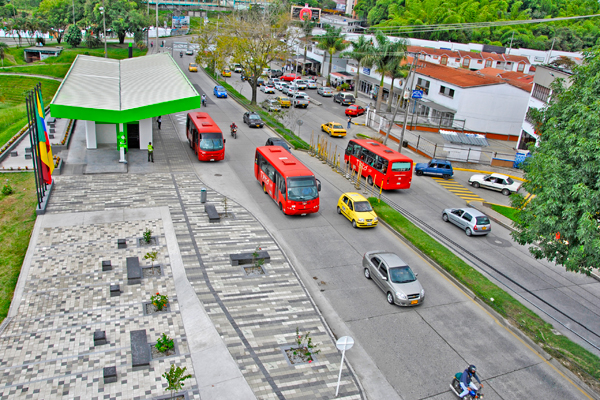
Imagen donde se aprecia el PEP Coliseo del Café y tres buses TINTO sobre la Avenida 19 de enero.

Dentro del programa SETP, se construyeron los denominados Paraderos con Espacio Público (PEP). Éstos están ubicados en los sitios de mayor concentración de usuarios, ya que son considerablemente más grandes que un paradero común. Cuentan con zonas verdes, zona de parqueo para bicicletas, una caseta de información y/o de comercio, comedores y un techo prominente. También tienen información sobre la hora de llegada de las rutas. Estos paraderos con espacio público son:
- P.E.P. Centro
- P.E.P. Mirador de La Secreta
- P.E.P. Hospital San Juan de Dios
- P.E.P. Coliseo
- P.E.P. Los Naranjos
- P.E.P. Hospital del Sur

Terminales de ruta:
Los terminales de ruta son los lugares donde los buses terminan su recorrido y, posteriormente, otros buses parten a cumplir su horario. En total hay cinco terminales de ruta ubicados en la periferia de la ciudad, los cuales son:
- Terminal de Ruta La Pavona
- Terminal de Ruta Puerto Espejo
- Terminal de Ruta Gibraltar
- Terminal de Ruta Aeropuerto Internacional El Edén
- Terminal de Ruta Cañas Gordas

Se encuentran además las estaciones de intercambio, sitios dispuestos para que los pasajeros que viajan de los municipios vecinos hacia y desde Armenia, cambien de transporte. Estas estaciones son:
- Estación Central Mayorista de Armenia.
- Estación El Pórtico.
- Estación Sagrado Corazón de Jesús.
- Estación La Secreta.
- Estación Constitución.
- Estación Los Aborígenes.
- Estación Universidad del Quindío.

### Aeropuerto Internacional El Edén

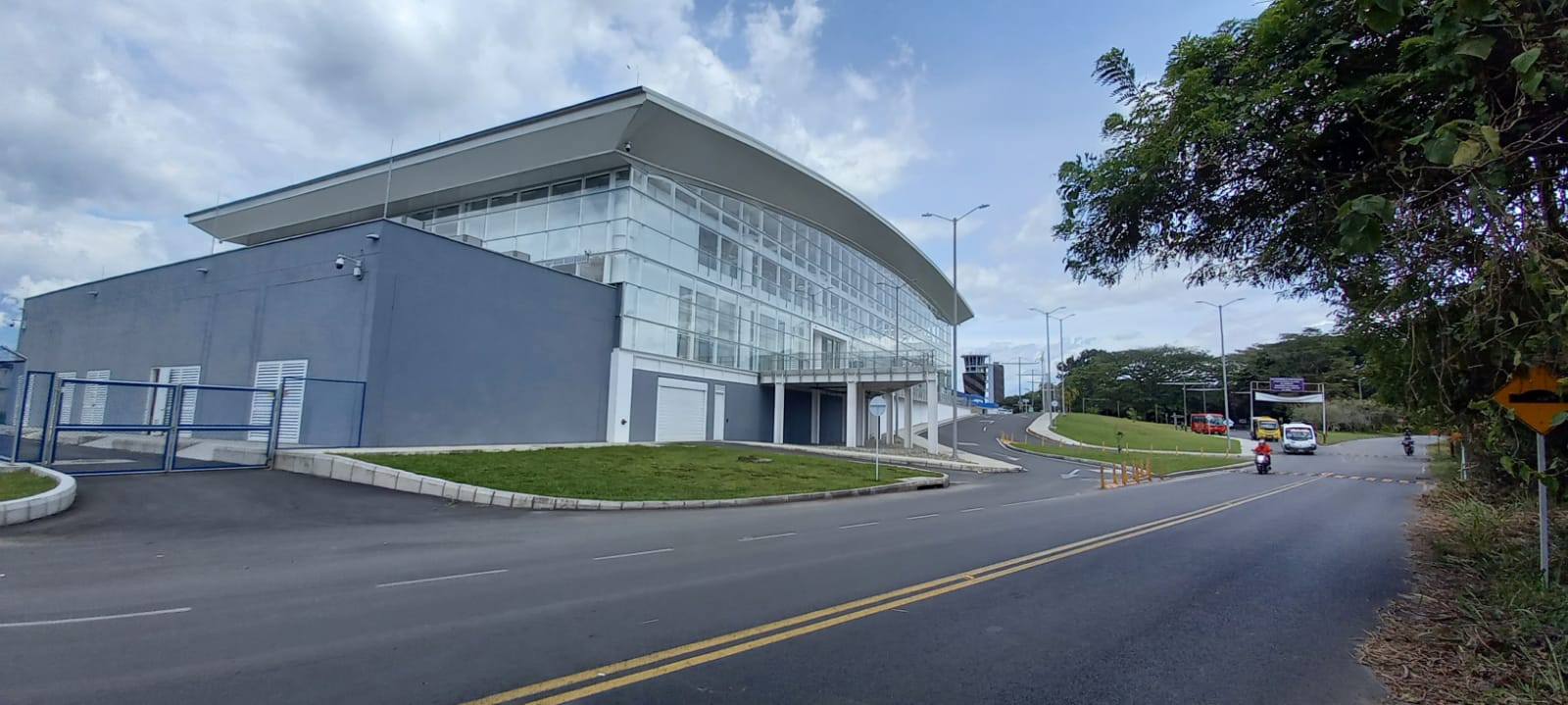
Terminal aérea de vuelos internacionales del Aeropuerto Internacional el Edén de Armenia (AXM)

Fundado el 14 de octubre de 1948 en la vereda "El Edén" del municipio de Armenia, lindando con el municipio de La Tebaida, se encuentra el Aeropuerto Internacional El Edén (IATA: AXM) el cual presta servicio a la ciudad de Armenia. Su título de internacional fue otorgado por la Aerocivil en el año 2009, esto tras los trabajos de reconstrucción y adecuación realizados en el aeropuerto después del terremoto de 1999, evento que destruyó y dejó inutilizable el anterior edificio. En la actualidad, el aeropuerto gozó de una serie de mejoras y ampliaciones, como la construcción de una nueva terminal aérea para vuelos internacionales, la prolongación de su pista para el recibimiento de aviones comerciales de mayor capacidad, nuevos hangares para aeronaves de vanguardia, bodegas de almacenamiento y un recinto ampliado para vehículos, cuerpos de emergencia y repostaje de combustible. El aeropuerto está conectado al casco urbano por el sistema de transporte público de la ciudad, más específicamente, con las rutas 2 y 9 del TINTO.

## Urbanismo

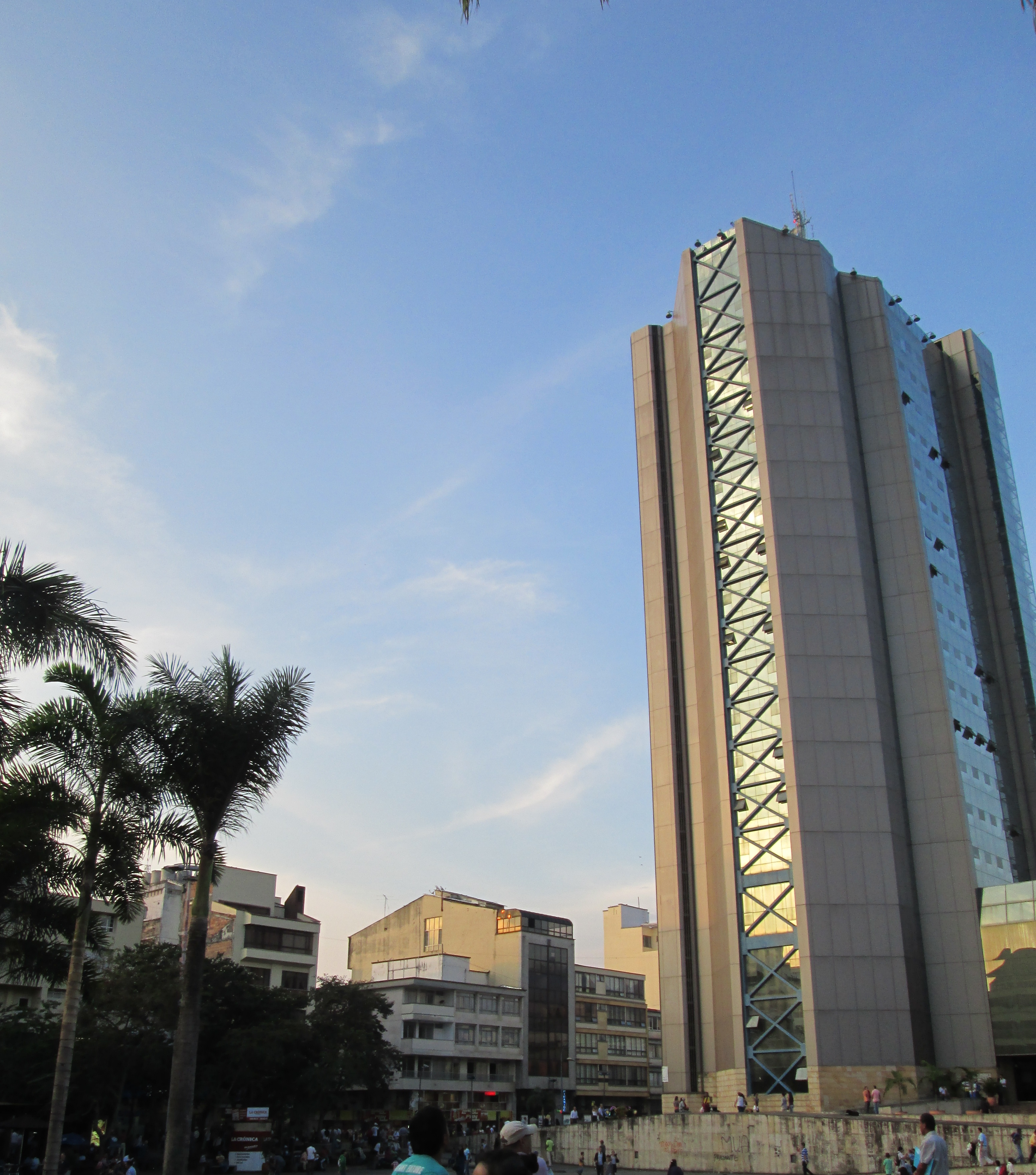
Edificio de la Gobernación del Quindío en la Plaza de Bolívar.

### Parques y plazas

#### Plaza de Bolívar

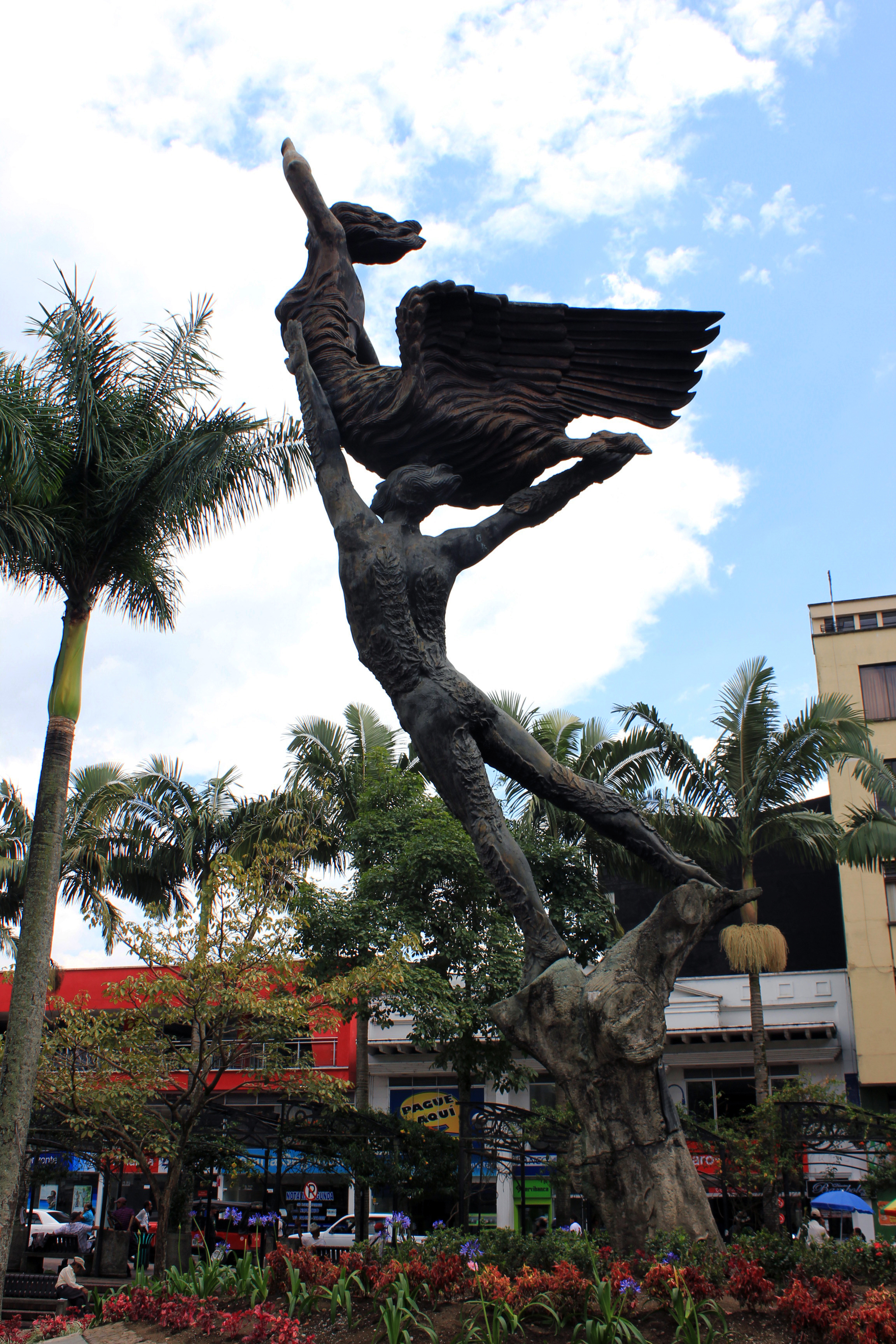
Monumento al Esfuerzo en la plaza de Bolívar.

La Plaza de Bolívar, como en muchas ciudades de los Andes colombianos, es el sitio de referencia para propios y extraños. Está casi en la mitad del mapa físico de la ciudad. Esta fue la primera plaza de Armenia que los colonos hicieron como lugar de encuentro, de mercado y de aprovisionamiento de agua a través de una acequia que llegaba hasta una fuente elevada por un montículo de unos setenta centímetros. Por esta razón, la plaza marca el área de fundación de la ciudad. La Plaza de Bolívar es un referente cívico. Es el lugar de encuentro y reuniones, pero sobre todo es el sitio del civismo por excelencia. Es allí donde el gobierno, la Iglesia, el estamento policial y militar, los gremios, los sindicatos, los colegios y las universidades realizan sus actividades masivas para exaltar los valores patrios y culturales o para celebrar o conmemorar fechas y acontecimientos. Es el lugar preferencial para actividades artísticas y musicales. En 1930 se realizó la Plaza por mandato legal como homenaje a El Libertador de Colombia, Simón Bolívar.
Por entonces se esculpió en París la estatua en bronce de El Libertador, de pie, con su traje de patriota y su espada libertaria. Es una escultura del maestro Roberto Henao Buriticá ubicada en el lado nororiental de la Plaza en un pedestal de casi cinco metros de altura. En esa misma Plaza está plantado desde finales de la década de los 70, el Monumento al Esfuerzo, esculpido por el maestro Rodrigo Arenas Betancourt, pero creado por los cuyabros para exaltar el trabajo, la pujanza y la cordialidad de sus gentes. Con una altura de veinte metros, el Monumento al Esfuerzo está casi suspendido en el aire, desafiando la ley de la gravedad. La plaza tiene un juego de pérgolas con diseños precolombinos en su costado sur, de donde se penden enredaderas de flores de colores. Sobre el costado occidental están sembrados los arrayanes, que prodigan sombra a las bancas y puestos de café y periódicos. En el costado oriental está la fuente, que a través de un pequeño puente lleva a la plaza fundacional que hay en el espacio entre la iglesia catedral y la Plazoleta Centenario. Al fondo del costado oriental está la Plazoleta Centenario, un lugar con un escenario de cubierta metálica. La Plazoleta es también un museo permanente de artes plásticas, con vitrinas verticales que forman parte del amoblamiento urbano de la ciudad. En el costado oriental también está el templo de la Catedral, y en el norte, el edificio de la gobernación del Quindío.

#### Parque de la Vida
Cincuenta metros más hacia el norte del Parque de Los Fundadores, está el Parque de la Vida. Tiene una extensión de 8.2 hectáreas y es propiedad de la Lotería del Quindío EICE y el Municipio de Armenia. Tiene una zona boscosa, árboles y jardines en toda su extensión, un lago con peces, patos y gansos, senderos adoquinados y una cascada en terraza como espejos de agua que termina en una acequia. El Parque de la Vida tiene graderías al aire libre que terminan en el lago, dentro del cual hay un escenario cubierto para presentaciones artísticas. También muestra una construcción en madera, guadua y teja de barro que representa los patios típicos de las fincas de Armenia, donde se realizan exposiciones de artes plásticas y artesanías. Tiene dos puentes techados elaborados en guadua y varios quioscos donde las familias pueden servir sus viandas. Además de estos dos puentes techados, también cuenta con un gran puente colgante que pasa sobre su quebrada para llegar al jardín de orquídeas de las Empresas Públicas de Armenia. Posee un lugar de juegos para niños, parqueadero y un patinódromo. El Parque invita a caminar por sus senderos, al deporte, al descanso, a descubrir pájaros, ardillas y reptiles, a escuchar música, a divertirse con la lectura en un lugar tranquilo y apacible.

#### Parque de Los Fundadores

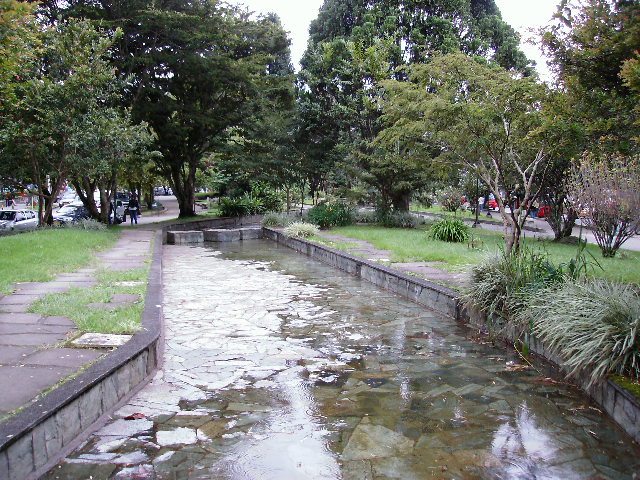
Parque de Los Fundadores en el norte de la ciudad.

El Parque de Los Fundadores es el mayor referente geográfico e histórico de la ciudad. Fue construido en el año de 1963 y tiene un gran significado para los cuyabros. Su diseño es un mapa de la ciudad, con jardines y con una acequia que se puede atravesar por pequeños pasadizos de piedra. 
En la parte central del parque está el monumento a Los Fundadores: el tronco y el hacha, escultura del maestro Roberto Henao Buriticá que fue inaugurado en el cincuentenario de la ciudad, 14 de octubre de 1939, en el viejo cementerio de San Sebastián como Mausoleo de Los Fundadores. Este monumento representa la fortaleza de los colonos para derribar el bosque y hacerse a la tierra de cultivo y de habitación. En el costado sur hay un monumento al principal fundador Jesús María Ocampo, Tigrero, y su esposa María Arsenia Cardona Buitrago, erigido en el año de 1998 por el escultor Orlando Londoño. Es un montículo, como una piedra grande encima de la cual hay algunas cabezas de tigre, que refleja una tumba antigua, donde están los restos de la pareja. Y al lado, un guadual coronado por un par de loros, hecho todo en bronce. 
Al final del parque en este mismo costado hay una plazoleta de comidas y de bares alusivos al café cultivado en la región, es un lugar muy concurrido en la noche por jóvenes y ansiones para compartir y socializar mientras se consumen alimentos o se disfruta de un café. En el costado norte del Parque se le hace un homenaje al amor. Allí fue instalado parte de un enorme árbol que se ahuecó en su interior, traído de la vereda Maravélez. En aquel árbol se amó una pareja de jóvenes a escondidas de sus padres e hicieron del árbol su tumba, pues un día fueron encontrados abrazados, pero muertos. El árbol fue derribado luego por un rayo, pero quedó intacta su parte ahuecada que fue trasladada al Parque y revestida de concreto para que se convirtiera en un homenaje al Amor.

#### Parque Sucre

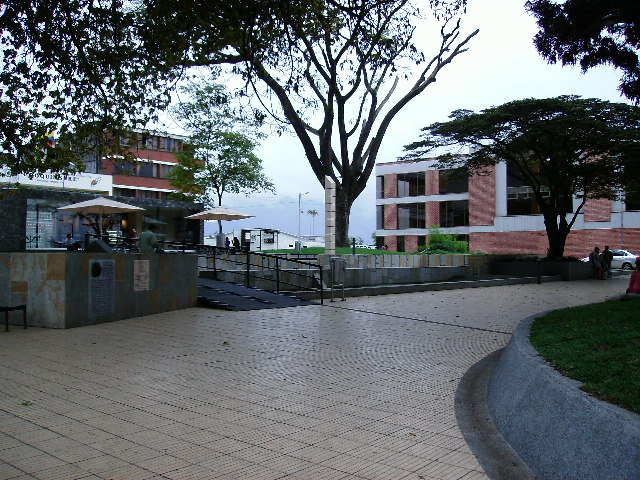
Parque Sucre, ubicado en el centro de la ciudad sobre la carrera 14. En el Centro Comercial de Cielos Abiertos

En dirección norte, distante ochocientos metros de la Plaza de Bolívar, se encuentra el Parque de Sucre, una plaza donde hay un busto en bronce del prócer de la independencia colombiana Antonio José de Sucre. Aquí mismo hay una placa con busto, homenaje a la escritora Carmelina Soto Valencia, considerada una de las más grandes poetas colombianas. El Parque de Sucre tiene un estanque con peces y flora acuática, lo mismo que grandes árboles como una inmensa ceiba, sembrada a comienzos del siglo XX por don Juan Crisóstomo Rivera (Toto).

#### Parque de Los Aborígenes
Hacia el norte de la ciudad se encuentra el Parque de Los Aborígenes, una pequeña plaza donde está el monumento a la cultura Quimbaya. El monumento es una escultura sobre un pedestal la cual es la representación antropomorfa de los Quimbayas, la cual es a su vez una réplica de las figuras de cerámica  elaboradas por estas comunidades antiguas. La escultura fue construida sobre una tumba quimbaya o guaca, la cual servía como atractivo turístico. Lastimosamente tras el saqueo de sus piezas de oro y de barro, y posterior uso como posada para habitantes de calle, la entrada a esta tumba fue cerrada permanentemente por la Alcaldía de Armenia.

#### Parque y Plaza de Toros El Bosque
Con un poco más de una hectárea de extensión, el Parque El Bosque es uno de los sitios más frescos de la ciudad por sus enormes árboles y su guadual centenario. Es un jardín que se puede recorrer por senderos adoquinados que se conectan con uno de los relictos boscosos de la ciudad. En el parque se halla una gran variedad de especies de árboles y demás plantas que decoran su extensión, además de contar con parques infantiles, bancas, y quioscos. Este parque está ubicado en lo que antaño era la cima del "Alto del Bosque", cuando esta zona de la ciudad se hallaba por fuera del perímetro urbano del pueblo de Armenia, pero que al final fue absorbido por este gracias a la expansión abrupta de la ciudad.  
En su ingreso por la esquina de la calle 21 con carrera 23, el visitante se encuentra con un monumento en bronce; se trata del rostro del expresidente estadounidense Abraham Lincoln, donado por descendientes de Armenios, residentes en Fresno, California. Este rostro hace parte de la colección de bustos donados por distintas naciones americanas a la ciudad para la ornamentación de la calle 21 o "Avenida de las Américas". Entre esta colección se encuentran personajes célebres como Benito Juárez, importante expresidente mexicano; José de San Martín, argentino prócer de la independencia del Cono Sur; Andrés Bello, político venezolano nacionalizado chileno de gran influencia en el siglo XIX; y José María Ramírez, teniente coronel mexicano en las Guerras Cristeras. 
Al sur del parque se encuentra la homónima Plaza de Toros El Bosque de Armenia, inaugurada a mediados del siglo XX como un circo teatro para luego convertirse en plaza de toros en los años 80. El edificio tomó gran relevancia gracias a la tradición taurina de los ciudadanos, especialmente durante las festividades de la ciudad. Después del terremoto de 1999, el edificio sufrió daños en su fachada, cuya restauración le dio un aire mudéjar para asemejarse a las tradicionales plazas de toros del sur de España. Hoy en día, la pérdida del interés en la tauromaquia por parte de los cuyabros y la posterior prohibición de la corridas de toro en Colombia  han generado que el recinto se encuentre en abandono y en considerable deterioro. El gobierno del Quindío y la alcaldía municipal de Armenia han mostrado interés en convertir al recinto taurino en un escenario artístico y cultural tipo arena para eventos de talla nacional e internacional.

#### Otros parques relevantes
- Parque Rafael Uribe Uribe: En dirección sur, distante un kilómetro de la Plaza de Bolívar, está el Parque Rafael Uribe Uribe, ideado en la década de los treinta por el excombatiente liberal de la Guerra de los Mil Días, coronel Carlos Barrera Uribe. Es una plaza adornada con el busto de Uribe, como un homenaje a quien fue uno de los comandantes generales del partido Liberal en esa misma guerra, muerto en forma cruenta en una calle bogotana, doce años después de terminada la contienda.

- Parque Cafetero: Es un homenaje que le rinden los cafeteros al cultivo del grano, en sus inicios exhibía un monumento al arriero con su mula cargada de café, que luego fue trasladado al Centro Comercial de Cielo Abiertos. Además del interés cultural, el parque también es el único recinto para patinaje y skateboarding. Cuenta con ramplas y barandales para la práctica de este deporte.

- Parque de la Constitución: A unos cien metros de la Plaza de Bolívar, en sentido oriental, está la Parque de la Constitución. Es un lugar de encuentro de abogados que lleva ese nombre porque se construyó como un homenaje a la Constitución Política de 1886 en su centenario.

- Plaza de la Quindianidad: En dirección occidental, distante unos quinientos metros de la Plaza de Bolívar, se encuentra la Plaza de la Quindianidad, construida en el lote de la Antigua Galería de Armenia. En su costado oriental está plantado el Centro Administrativo Municipal (CAM), sede de la Alcaldía Municipal de Armenia.

#### Centro Cultural Metropolitano de Convenciones
El Centro Cultural Metropolitano de Convenciones de Armenia es el lugar de exposiciones más importante de la ciudad, ubicado sobre la Avenida Los Aborígenes, en el norte de la misma. Su construcción comenzó en el año 2007 y finalmente fue inaugurado en el año 2009. En el edificio se realizan eventos nacionales e internacionales, exposiciones y eventos culturales.

## Cultura

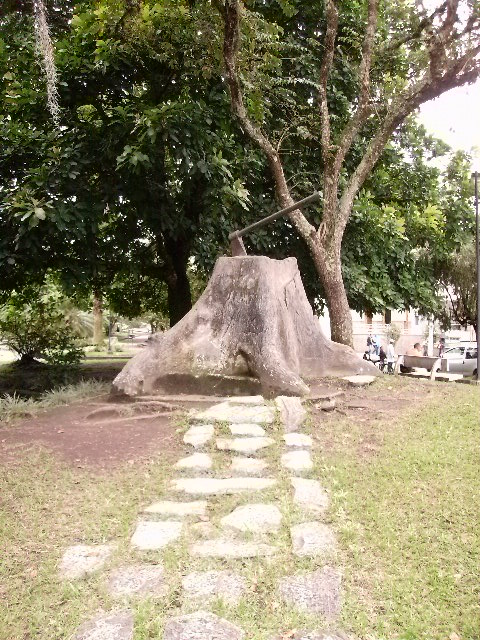
Monumento a los Fundadores.

La ciudad posee diversas muestras de arquitectura moderna y contemporánea. Su rápido desarrollo la ha hecho nombrar como la "Ciudad Milagro de Colombia". Posee uno de los mejores niveles de calidad de vida en el país. Su clima, con una temperatura media que ronda los 20 °C, junto a sus atractivos urbanos y el plácido entorno natural de sus alrededores, la han convertido en uno de los centros turísticos más reconocidos de la región occidental colombiana. También es un importante centro comercial, producto de la riqueza de su municipio, esencialmente cafetero.
Después del terremoto de 1999, la ciudad se convirtió en un eje turístico de gran importancia.[cita requerida]
En el contexto musical, la ciudad se ha caracterizado por ser un eje donde convergen diversas corrientes que dan origen a una identidad particular según sus diversos géneros. Es una ciudad conocida por dar lugar al concurso de duetos "Hermanos Moncada". En el panorama de la música pop Rock agrupaciones como Akash, Därath, Lluvia Negra, Unidad 69, Cielo Rojo, Ema Blu, Kill, Autocrítica, La Psico Guerrilla, Metroy, Luciferian, entre otros, le han otorgado una mirada por parte de otras partes del país e incluso del mundo, convirtiéndola en un referente regional para los sonidos más modernos.

### Educación

#### Universidad del Quindío
La Universidad del Quindío es una institución pública y departamental de educación superior. La institución cuenta con una acreditación de alta calidad por parte del Ministerio de Educación Nacional (MEN), sujeta a inspección y vigilancia por medio de la ley 1740 de 2014 y la ley 30 de 1992. Su campus está situado al norte de la ciudad, con otra instalación en el municipio de Filandia, además de distintas sedes repartidas en los departamentos del Caldas, Risaralda y Valle del Cauca. Dentro de las facultades de la universidad se promocionan programas de pregrado, posgrado y doctorados, muchos de ellos también acreditados de alta calidad por el MEN.
Las facultades de la Universidad del Quindío al interior de su campus universitario son:
- Facultad de Ingeniería.
- Facultad de Ciencias de la Educación.
- Facultad de Ciencias Humanas y Bellas Artes.
- Facultad de Ciencias Básicas y Tecnologías.
- Facultad de Ciencias Económicas, Administrativas y Contables.
- Facultad de Ciencias de la Salud.
- Facultad de Ciencias Agroindustriales.

La Facultad de Ciencias Humanas y Bellas Artes cuenta también con otra instalación en el centro histórico de la ciudad, el Instituto de Bellas Artes, construido en la década de los 30 con estilo Art déco, por el arquitecto Lino Jaramillo. Este edificio hace parte del Patrimonio Arquitectónico de la ciudad de Armenia.

#### Otras instituciones de educación superior relevantes
- Universidad La Gran Colombia.
- Universidad de San Buenaventura.
- Universidad Antonio Nariño
- Universidad Empresarial Alexander Von Humboldt.
- Universidad Santo Tomás.
- Escuela Superior de Administración Pública.
- Corporación Universitaria Remington.
- Fundación Universitaria Católica del Norte.
- Fundación Universitaria del Área Andina.
- Institución Universitaria EAM.

## Deportes
Armenia ha sido partícipe de eventos deportivos como los Juegos Bolivarianos de 2005, para los cuales compartió sede con la ciudad de Pereira. También fue sede de la Copa América 2001; del Campeonato Sudamericano Sub-20 de 2005 y de la Copa Mundial de Fútbol Sub-20 de 2011.

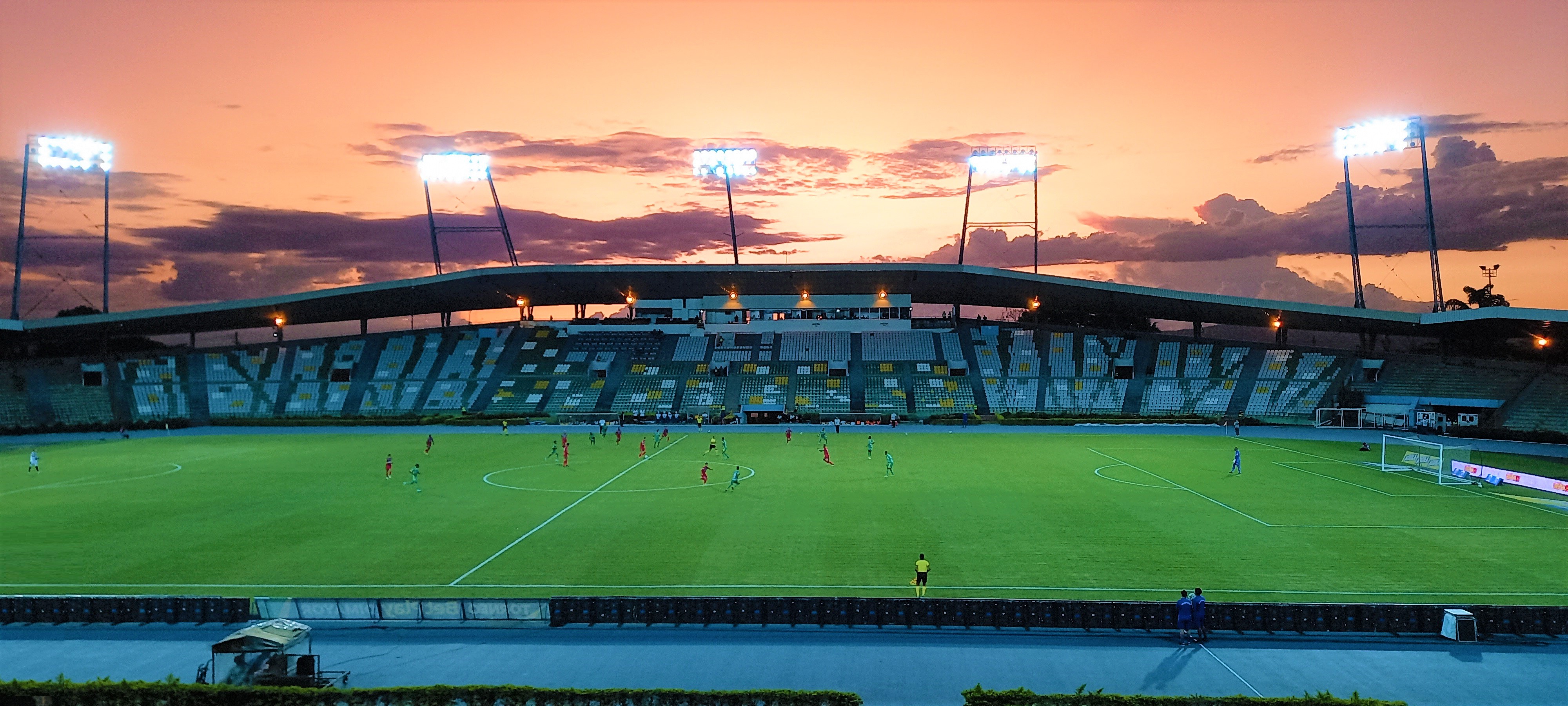
Vista del interior del Estadio Centenario de Armenia.

En cuanto a infraestructura, la ciudad cuenta con el Estadio Centenario, construido en 1988; es uno de los más modernos de Colombia y es conocido como El Jardín de América. Está ubicado en el sur de la ciudad, sobre la Avenida Carrera 18, vía al aeropuerto El Edén. El estadio es la casa del equipo profesional de la ciudad, Deportes Quindío.

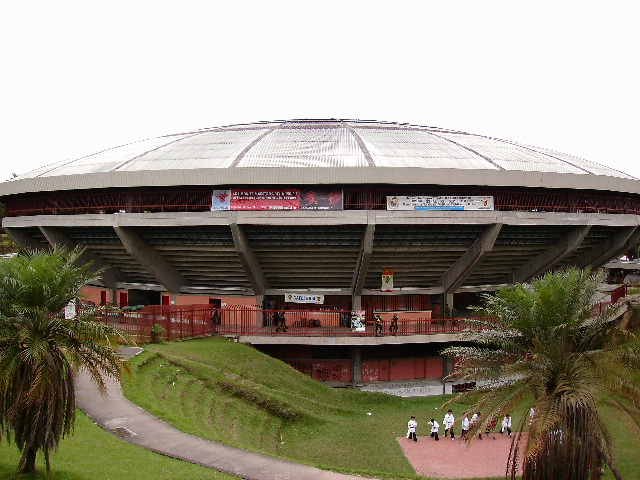
Coliseo del café, uno de los recintos más destacados de la ciudad.

El Coliseo del Café es un escenario deportivo en forma de grano de café, rodeado por una zona verde de pastos, flores y árboles. Tiene capacidad para 9000 espectadores y es el escenario para competencias de baloncesto, voleibol, tenis de mesa, porrismo, entre otros. Es la sede del equipo profesional de baloncesto de la ciudad Cafeteros, que juega el torneo profesional, y también es sede del equipo profesional de microfútbol, Real Cafetero que juega la Copa Profesional de Microfútbol. También se utiliza como anfiteatro para presentaciones artísticas.
La Plaza de Toros El Bosque está ubicada en el Parque El Bosque. De un estilo notablemente mudéjar, y pintada de colores blanco y rojo en su interior, esta plaza tiene una capacidad para 7000 espectadores. En este lugar ya no se celebra la tauromaquia, y durante un tiempo se utilizó como sitio de espectáculos. Actualmente se encuentra en abandono por la ciudad y en notable decadencia estructural.
El patinódromo de Armenia está ubicado en el Parque de la Vida y fue construido por el Comité de Cafeteros del Quindío. Tiene todas las especificaciones técnicas para la práctica del patinaje. Ha sido escenario de 5 campeonatos nacionales.
El Estadio de Atletismo, ubicado en el complejo de la Villa Olímpica Ancizar López, se construyó en el año 2005 con una pista regulada de ocho carriles y 400 metros con campo de lanzamientos y saltos. Tiene una capacidad para 800 espectadores y se levantó con motivo de los Juegos Bolivarianos. En 2005, se construyó el estadio de Gimnasia Olímpica junto al estadio de atletismo. Tiene una capacidad técnica para todas las actividades concernientes a esta disciplina y unas graderías para 600 espectadores.
En noviembre de 2013 se realizaron los IV Juegos Deportivos Escolares Centroamericanos y del Caribe, Colombia 2013, con el reconocimiento a la buena organización y el agradecimiento a los armenios por su amable hospitalidad. Los delegados deportivos de los 10 países participantes (Colombia, Puerto Rico, Venezuela, Guatemala, entre otros) se despidieron de la capital quindiana durante la ceremonia de clausura, que se cumplió en el Coliseo del Café.
En 2023 el Eje cafetero fue elegido como sede de la XXII edición de los Juegos Nacionales. Armenia, entonces, se convierte en sede junto a Pereira y Manizales. En la ciudad se llevan a cabo los encuentros de atletismo, baloncesto, balonmano, bádminton, golf, squash, bowling, ciclismo BMX, gimnasia artística, gimnasia rítmica, gimnasia trampolín, hapkido, levantamiento de pesas, y algunos encuentros de fútbol masculino. La ciudad hubo de adecuar recintos deportivos como la Villa Olímpica Ancízar López López, que incluye el Estadio Centenario, el Estadio de Atletismo y el Coliseo de Gimnasia; el Coliseo del Café para el baloncesto y el Coliseo del Sur para el balonmano. También se construyeron otros recintos como la cancha de squash en la Universidad del Quindío, una bolera y una pista de ciclismo BMX en el Parque de Recreación.
| Predecesor: Ambato              | Ciudad Bolivariana 2005 (Junto a Pereira)               | Sucesor: Sucre                         |
| Predecesor: Bolívar XXI edición | Sede de los Juegos Nacionales Eje cafetero XXII edición | Sucesor: Córdoba y Sucre XXIII edición |

## Religión
Como la mayoría de las ciudades colombianas, la religión predominante es el catolicismo. Armenia cuenta con una circunscripción eclesiástica, la diócesis de Armenia, la cual hace parte de la provincia eclesiástica de la arquidiócesis de Manizales. Su sede se encuentra en la Catedral La Inmaculada Concepción sobre uno de los costados de la Plaza Bolívar de la ciudad.

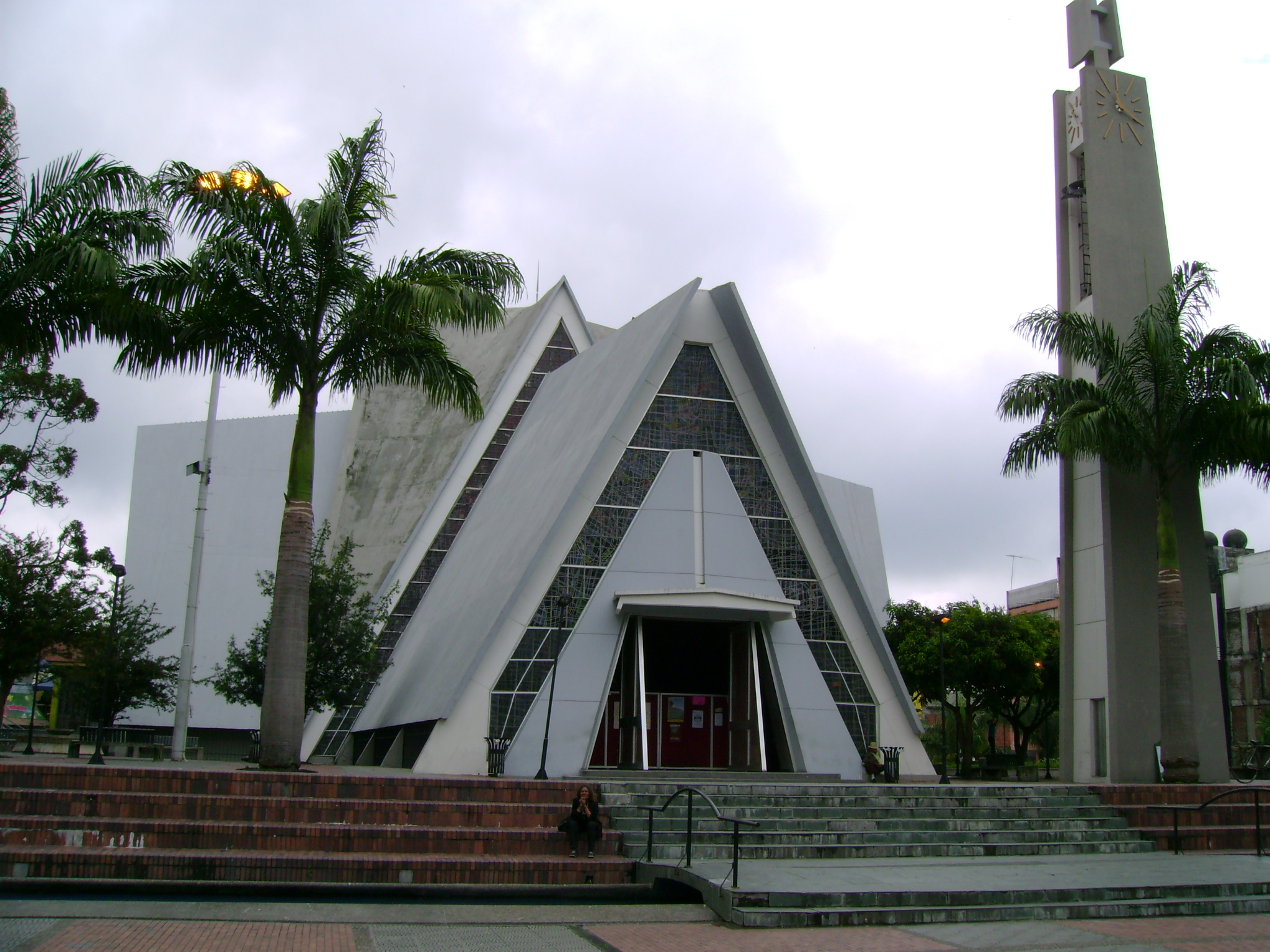
Catedral La Inmaculada Concepción.

#### Catedral La Inmaculada Concepción
Situada en el costado sureste de la Plaza de Bolívar, la Catedral La Inmaculada Concepción es la iglesia catedralicia de la ciudad de Armenia, sede de la diócesis de Armenia. Se empezó a construir en el año de 1966 como reemplazo para la antigua catedral situada en su mismo lugar. El diseño arquitectónico fue concebido por Jorge Collazos bajo la tutela de monseñor Jesús Martínez Vargas, primer obispo de la diócesis de Armenia.

El diseño está inspirado en el de la parroquia Cristo Rey de Calarcá, construida dos años antes. Tiene un diseño moderno y de estilo minimalista en triángulos, pero conserva la tradicional planta rectangular en cruz latina, sin cúpula. El centro del crucero se eleva en un triángulo donde las líneas de los lados están hechas por irisados vitrales elaborados en el taller de Los Velasco de Cali. Cada lado de los transectos ofrece un ingreso a la iglesia. Por el izquierdo se entra desde un pequeño parque. Esta misma entrada está comunicada con otra plaza, La Centenario. Por el lado derecho la entrada se hace por una terraza que comunica con el atrio. El ingreso principal es por el frente, donde hay una sola puerta. Las tres puertas son de aluminio repujado con representaciones religiosas. Separada de la construcción central se eleva una torre que contiene el campanario, el reloj y el carillón. En la parte posterior del crucero está el presbiterio, también en forma de triángulo, donde resalta el altar hecho en mármol y al fondo el Cristo grabado en piedra hecho por el maestro quindiano Antonio Valencia. Debajo del presbiterio está la sacristía y una pequeña capilla para ceremonias especiales y menores.

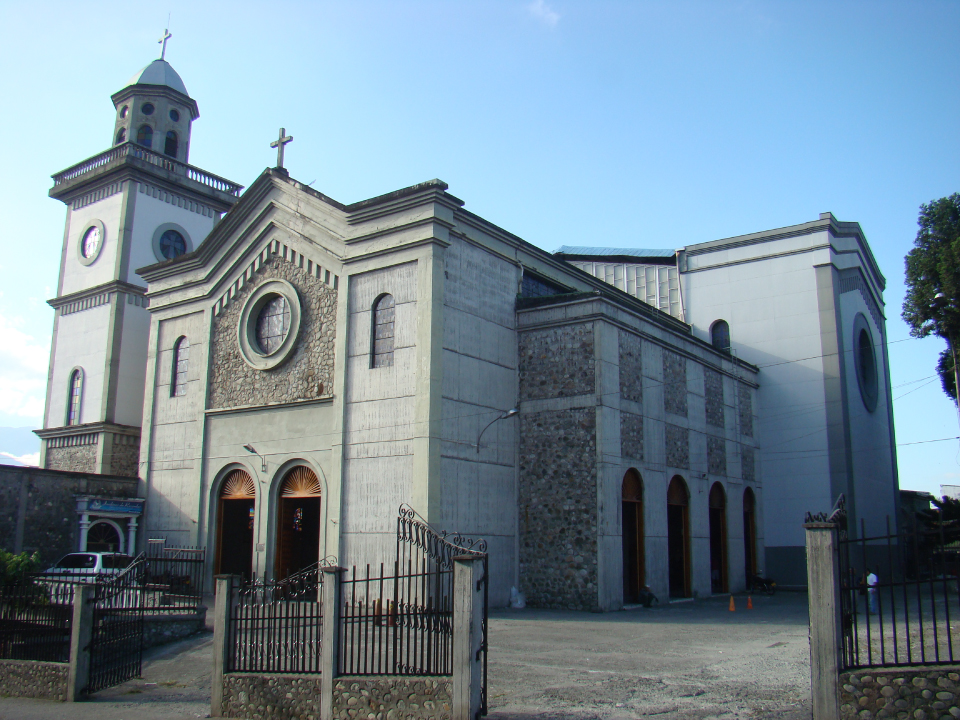
Parroquia Sagrado Corazón de Jesús. Conocida coloquialmente como "La Iglesia de Piedra".

#### Parroquia Sagrado Corazón de Jesús
El templo fue declarado santuario en 1989, fecha del cincuentenario de su creación. La gente lo conoce coloquialmente como la "Iglesia de Piedra", pues sus muros están constituidos en su mayoría por piedras traídas del río Quindío por los fieles de la parroquia. Es la iglesia católica más grande de Armenia, diseñada por el arquitecto italiano Albano Germanetti y construida por el ingeniero quindiano Carlos Augusto Agudelo. Está situada en la carrera 21, entre calles 19 y 20 a un lado del Parque Valencia. Tras el terremoto su techo sufrió un grave colapso que finalmente fue restaurado en los años posteriores.

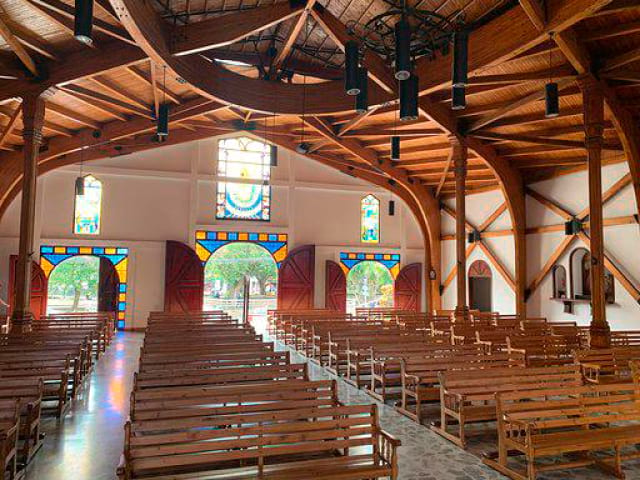
Interior de la Parroquia del Espíritu Santo.

#### Parroquia del Espíritu Santo
Como casi todas las iglesias contemporáneas de Armenia, la Parroquia del Espíritu Santo sigue las exigencias del Concilio Vaticano Segundo que ordenó que el sacerdote en su oficio religioso estuviera rodeado de su comunidad. Es un salón amplio, más ancho que largo; es una construcción sencilla, donde el presbiterio aparece en el costado oriental y las puertas de entrada en el occidental. A pesar de su sencillez, su techo está construidos por una hermosa y compleja estructura de madera y bahareque que llama la atención que cualquiera que entre al recinto católico. Tiene grandes ventanales en la parte posterior, detrás del presbiterio y en el costado sur. Este templo está ubicado en el Parque de Los Fundadores, y cuenta además con numerosas salas de velación en su sótano y a sus cotados, lo que la convierte en la parroquia común para réquiems y velaciones.

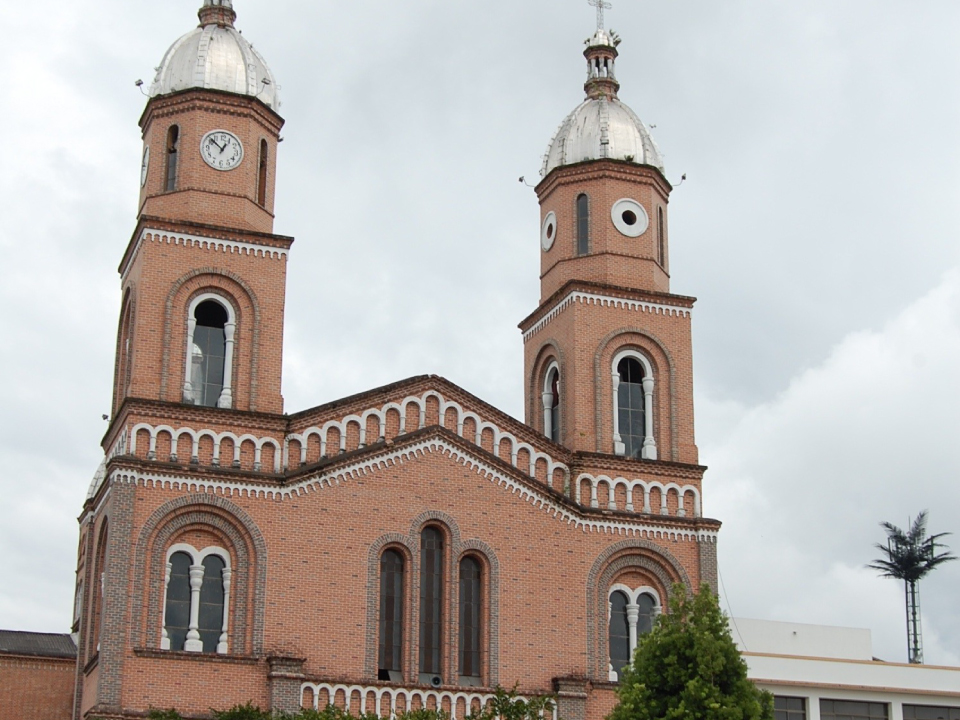
Fachada de la Parroquia San Francisco de Asís.

#### Parroquia San Francisco de Asís
Se trata de una de las iglesias más llamativas de la ciudad por su estilo arquitectónico neoclásico, que es único entre los demás templos católicos de Armenia. Esta parroquia se encuentra ubicada en el costado noroeste de la Plaza de la Quindianidad, en el Centro Administrativo Municipal (CAM) de Armenia. Primero fue una pequeña capilla hecha en 1929 junto a un convento que ocuparon posteriormente fieles de la Orden Franciscana en 1937, quienes iniciaron las obras de un nuevo templo en el mismo lugar de la primera capilla. Este nuevo templo se inauguró en 1949. El templo es de estilo neoclásico como ya se dijera antes, con una planta rectangular en cruz latina. Está elevado en mampostería de ladrillos traídos de vetas de Tuluá, Cartago, Caicedonia y Armenia. Tiene una nave central de 9,93 metros y dos laterales de 3,31 metros hechas sobre arcos formeros y arcos fajones. Cada una de las naves laterales, a través de los dos transeptos, recibe el nombre de las verdades cristianas. En seguida del templo se encontraba el convento de San Francisco de Asís, construido por la misma época con especificaciones técnicas similares y arcos de medio punto, el cual fue destruido por el Terremoto del eje cafetero de 1999.

#### Otras iglesias católicas relevantes de la ciudad
- Parroquia de Nuestra Señora del Café
- Parroquia de la Sagrada Familia
- Iglesia de Santa Ana
- Iglesia de San José Obrero
- Iglesia de Nuestra Señora la Milagrosa
- Iglesia de Nuestra Señora de la Anunciación
- Iglesia de Nuestra Señora de Chiquinquirá
- Santuario de la Medalla Milagrosa
- Parroquia de la Santísima Trinidad
- Parroquia Universitaria de Pentecostés

## Gastronomía

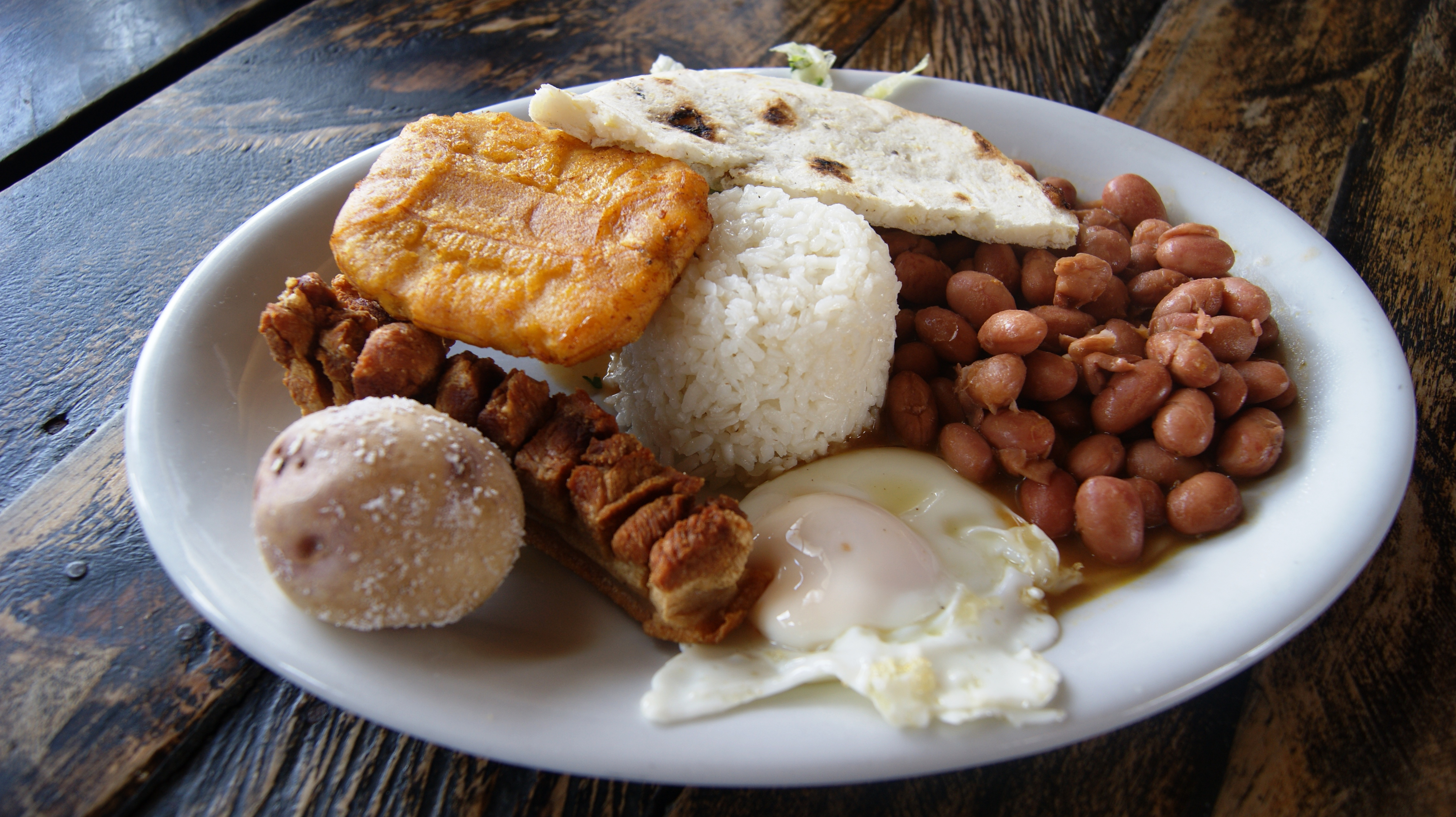
Bandeja paisa, platillo típico de la Región Paisa en Colombia.

Debido a que la ciudad hace parte de la llamada Región Paisa de Colombia, comparte muchas similitudes en su gastronomía con el resto de departamentos que hacen parte de la identidad y cultura paisa. Resaltan entre los platillos la mazamorra de maíz endulzada con panela o bocadillo de guayaba, la forcha de trigo, la aguapanela con queso, éstas siendo bebidas típicas compartidas. Sin embargo, una indudable bebida típica de los cuyabros y del municipio aledaño de Calarcá, es el ponche de brandy, aguardiente y leche. Otros platillos tradicionales de la región son las arepas de maíz con queso, los buñuelos con natilla, las solteritas, las obleas con crema de leche, los esponjados de fresa y guanábana y las brevas con queso.
Entre los platos principales que se pueden encontrar en la ciudad se halla la bandeja paisa, una gran variedad sancochos como lo son el sancocho de gallina, el sancocho trifásico, y los sudados de pollo, carne, pescado y mondongo. En Armenia es muy común el consumo de los denominados corrientazos, nombre dado por los colombianos a un tipo específico de almuerzo genérico de bajo costo que consiste generalmente de arroz, algún tipo de legumbres (especialmente fríjoles), ensalada, plátano frito, chuleta de cerdo y/o chorizo, una sopa y algún jugo de frutas.

## Medios de comunicación

### Prensa
En Armenia y Quindío circula principalmente el diario La Crónica del Quindío en impreso y en su plataforma digital. Hay otras circulaciones en el ámbito nacional como la edición para el Eje Cafetero de El Tiempo y El Espectador.

### Televisión
Armenia cuenta con varios canales de televisión de señal abierta, al igual que gran parte del territorio colombiano. Entre los canales nacionales se encuentran los tres privados: Caracol Televisión, Canal RCN y Canal 1, junto con los dos públicos: Canal Institucional y Señal Colombia. Además, el canal regional Telecafé, compartido con los departamentos de Risaralda y Caldas, opera desde 1992. Por otro lado, las empresas de televisión por suscripción ofrecen una variedad de contenidos, incluyendo canales propios, comunitarios y señales internacionales.

### Radio
En cuanto a radio, hay múltiples emisoras de AM y FM. Como en casi toda Colombia, la mayoría de las emisoras son manejadas por Caracol Radio, RCN Radio, Todelar y RTVC. La Universidad del Quindío cuenta con una emisora propia llamada UFM estéreo.

## Servicios públicos
- Energía Eléctrica: Empresa de Energía del Quindío (EDEQ), del grupo EPM, es la empresa prestadora del servicio de energía eléctrica.
- Gas Natural: Efigas es la empresa distribuidora y comercializadora de gas natural en el municipio.
- Agua y Alcantarillado: Empresas Públicas de Armenia (EPA), es la empresa del servicios del agua potable, alcantarillado y aseo de la ciudad de Armenia.

## Símbolos
Himno:
| Coro: Al amparo del pendón nacional Nuestra civilización, nuestra civilización Es una marcha triunfal. I Generosa leal y de frente Al rubio sol del porvenir Noble Armenia, tu suelo presente Otra raza altiva de dura cerviz. II Como en fértil Arcadia sonora De sonreída y bella edad El Quindío a su empuje labora Por valles y montes la nueva ciudad. | III Madre ilustre fecunda y procera En ti la patria esparce amor Y tú en cambio le das por cimera De tus libres andes, nativo cóndor. IV Gloria a ti, pueblo indómito y fuerte Que con fraternal juventud Vas venciendo el olvido y la muerte En el pos del futuro, bajo el ancho azul. |

## Ciudades hermanadas
| Ciudades con Acuerdo de Hermanamiento a Armenia, Quindío | Ciudades con Acuerdo de Hermanamiento a Armenia, Quindío |
| -------------------------------------------------------- | -------------------------------------------------------- |
| Manizales, Colombia                                      | Doral, Florida, Estados Unidos                           |
| Medellín, Colombia                                       | La Paz, Bolivia                                          |
| Columbia, Misuri, Estados Unidos                         |                                                          |